# Liga Boliviana de Básquetbol 2015
La Libobásquet o Liga Boliviana de Básquetbol 2015 fue la segunda temporada del máximo torneo de clubes de básquetbol en Bolivia organizado por la FBB, el cual contó con dos torneos: el apertura y el clausura. El campeón del Torneo Apertura clasificó a la Liga Sudamericana de Clubes 2015.

## Temporada 2015
La temporada 2015 de la Libobásquet contó con 2 torneos. El Apertura y el Clausura. Dejando como campeones a Vikingos de Tarija y a San Simón de Cochabamba, al mando de los técnicos nacionales Giovanny Vargas y Sandro Patiño.

## Equipos participantes
| Equipo                                                                               | Ciudad                 | Temp | Coliseo                | Capacidad |
| ------------------------------------------------------------------------------------ | ---------------------- | ---- | ---------------------- | --------- |
| Club Deportivo Peñarol de Quillacollo                                                | Cochabamba Quillacollo | 2    | Max Fernández          | .         |
| Club La Salle de Cochabamba                                                          | Cochabamba             | 1    | Max Fernández          | .         |
| Club San Simón de Cochabamba                                                         | Cochabamba             | 2    | Grover Suárez          | 1.500     |
| Club Atlético Nacional (CAN)                                                         | Oruro                  | 2    | Coliseo CAN            | 1.500     |
| Derecho                                                                              | Oruro                  | 2    | Luis Lazzo Quinteros   | .         |
| Ingenieros                                                                           | Oruro                  | 1    | Luis Lazzo Quinteros   |           |
| Club Deportivo Cultural La Salle de Tarija                                           | Tarija                 | 2    | Luis Parra             | 2.000     |
| Club Vikingos de Tarija                                                              | Tarija                 | 2    | Luis Parra             | 2.000     |
| Club Deportivo Cultural Pichincha de Potosí                                          | Potosí                 | 2    | Ciudad de Potosí       | 10.000    |
| Club Amistad Blacmar de Sucre                                                        | Chuquisaca             | 2    | Jorge Revilla Aldana   | 3.000     |
| Bolmar                                                                               | La Paz                 | 2    | Julio Borelli Viterito | 7.500     |
| Club Universidad Cruceña de Santa Cruz                                               | Santa Cruz             | 2    | Gilberto Pareja        | .         |
| El club Calero de Potosí reemplazó al club Ignenieros de Oruro en el segundo torneo. |                        |      |                        |           |
| Club Calero de Potosí                                                                | Potosí                 | 1    | Ciudad de Potosí       | 10.000    |

- Datos desde la temporada 2014

## Torneo Apertura
El primer torneo inició el mes de abril y culminó en el mes de junio.
Contaría con una primera fase de 2 grupos y con la fase final de play-offs.

## Plantillas Libobasquet Apertura 2015
| Amistad (Sucre)                                                                                       | Amistad (Sucre)                 | Amistad (Sucre) | Amistad (Sucre) | Amistad (Sucre) | Amistad (Sucre) | Amistad (Sucre)                   |
| Num                                                                                                   | Jugador                         | Pos             | PJ              | Altura          | Ciudad Natal    | Edad                              |
| --- | ------------------------------- | --------------- | --------------- | --------------- | --------------- | --------------------------------- |
| 0 | Darnell Evans                   | A               |                 | 1,92 m (6′ 4″)  | Largo, MD       | 20 de junio de 1984 (41 años)     |
| 1 | Alvin Nance Jr.                 | A               |                 | 1,96 m (6′ 5″)  |                 | 18 de diciembre de 1987 (37 años) |
| 1 | Giyoh Shey Ngafi                | B, E, A         |                 | 1,93 m (6′ 4″)  |                 | 5 de febrero de 1988 (37 años)    |
| 5 | Carlos Romero Caballero         | A               |                 | 1,90 m (6′ 3″)  | Sucre           | 20 de mayo de 1984 (41 años)      |
| 6 | Adahilton Zurita                |                 |                 |                 | Sucre           |                                   |
| 7 | Fred Woods                      | A               |                 | 2,01 m (6′ 7″)  |                 | 20 de noviembre de 1987 (37 años) |
| 8 | Walter Fernando Palma Miranda   | A               |                 | 1,95 m (6′ 5″)  | Sucre           | 8 de junio de 1988 (37 años)      |
| 9 | Joaquín Sandoval Miranda        | A               |                 | 1,89 m (6′ 2″)  | Sucre           | 1 de octubre de 1985 (39 años)    |
| 12 | Camilo Dueñas Torrejón          | B               |                 |                 | Sucre           | 4 de junio de 1991 (34 años)      |
| 14 | René Guillermo Hoyos Blanco     | P               |                 |                 | Sucre           | 23 de julio de 1995 (29 años)     |
| 18 | Gustavo Alejandro Vargas Flores | A               |                 |                 | Sucre           | 7 de abril de 1996 (29 años)      |
| 23 | René Antonio Calvo Vidales      | E               |                 | 1,93 m (6′ 4″)  | Sucre           | 19 de mayo de 1993 (32 años)      |
| 62 | Guido Víctor Callejas Moscoso   |                 |                 |                 | Sucre           | 13 de febrero de 1994 (31 años)   |
| 99 | Gene Antony Shipley             | P               |                 | 2,06 m (6′ 9″)  |                 | 14 de febrero de 1980 (45 años)   |
| |                                 |                 |                 |                 |                 |                                   |
| Entrenador: Oswaldo Goñi (fecha 2), Mario Méndez y Marcelo Miranda, (interino) Kevin Siroki (fecha 5) |                                 |                 |                 |                 |                 |                                   |

| Bolmar (La Paz)                                            | Bolmar (La Paz)                 | Bolmar (La Paz) | Bolmar (La Paz) | Bolmar (La Paz) | Bolmar (La Paz) | Bolmar (La Paz)               |
| Num                                                        | Jugador                         | b               | PJ              | Altura          | Ciudad Natal    | Edad                          |
| ---------------------------------------------------------- | ------------------------------- | --------------- | --------------- | --------------- | --------------- | ----------------------------- |
| 0                                                          | Antwan Wilkerson                | A               |                 | 2,03 m (6′ 8″)  | Greensboro, NC  | 19 de julio de 1991 (33 años) |
| 1                                                          | Almond Brewer                   |                 |                 |                 |                 |                               |
| 5                                                          |                                 |                 |                 |                 |                 |                               |
| 6                                                          |                                 |                 |                 |                 |                 |                               |
| 7                                                          |                                 |                 |                 |                 |                 |                               |
| 11                                                         | Javier Santos Mejia             |                 |                 |                 |                 |                               |
| 15                                                         |                                 |                 |                 |                 |                 |                               |
| 23                                                         | Álvaro Alcides Surco Aruquipa   |                 |                 |                 |                 |                               |
| 24                                                         |                                 |                 |                 |                 |                 |                               |
| 25                                                         | Luis Ramiro Rodríguez Solorzano |                 |                 |                 |                 |                               |
| 31                                                         | Kyle Robbins                    |                 |                 |                 |                 |                               |
| 32                                                         | Luis Óscar Tardio Sánchez       |                 |                 |                 | La Paz          | 26 de enero de 1994 (31 años) |
| 42                                                         | Edson Arevalo                   |                 |                 |                 |                 |                               |
| 43                                                         | Erick Mijail Gonzales Reyes     | A               |                 |                 | La Paz          | 7 de marzo de 1994 (31 años)  |
|                                                            |                                 |                 |                 |                 |                 |                               |
| Entrenador: José Luis Revollo / Asistente: Marcelo Revollo |                                 |                 |                 |                 |                 |                               |

| CAN (Oruro)                                                       | CAN (Oruro)                    | CAN (Oruro) | CAN (Oruro) | CAN (Oruro)     | CAN (Oruro)  | CAN (Oruro)                       |
| Num                                                               | Jugador                        | Pos         | PJ          | Altura          | Ciudad Natal | Edad                              |
| ----------------------------------------------------------------- | ------------------------------ | ----------- | ----------- | --------------- | ------------ | --------------------------------- |
| 1                                                                 | Mauricio Rodrigo Tola Ríos     | B           |             | 1,84 m (6′ 0″)  | Oruro        | 28 de mayo de 1992 (33 años)      |
| 2                                                                 | Andrés Gutiérrez               |             |             |                 |              |                                   |
| 3                                                                 | Edmar Rodrigo Pérez Villarroel | P           |             |                 | Oruro        |                                   |
| 9                                                                 | Johnny Aguilar                 | AP          |             | 1,90 m (6′ 3″)  | Oruro        | 29 de marzo de 1990 (35 años)     |
| 11                                                                | Jairo Iver Sanjines Mallea     | A           |             | 1,79 m (5′ 10″) | Oruro        | 24 de abril de 1994 (31 años)     |
| 12                                                                | Marco Antonio Quisbert Condori |             | -           |                 |              |                                   |
| 13                                                                | Jheral Franco Sanjiner Mallea  | B           |             | 1,68 m (5′ 6″)  | Oruro        | 8 de febrero de 1989 (36 años)    |
| 14                                                                | Hernan Canaviri                | AP          |             |                 |              | 15 de junio de 1996 (29 años)     |
| 15                                                                | Daniel Nembhard Lacret         | P           |             | 2,04 m (6′ 8″)  |              | 11 de octubre de 1991 (33 años)   |
| 17                                                                | Dallas Hunter                  |             |             |                 |              |                                   |
| 23                                                                | Marcelo Melean Challapa        | E           |             | 1,78 m (5′ 10″) | Oruro        | 20 de octubre de 1985 (39 años)   |
| 31                                                                | Wilson Tito Flores             | B           |             |                 | Oruro        | 31 de agosto de 1994 (30 años)    |
| 32                                                                | Eduardo Vasirani               |             |             |                 |              |                                   |
| 33                                                                | Ernesto Sanabria               | A           |             | 1,79 m (5′ 10″) | Oruro        | 10 de abril de 1984 (41 años)     |
| 35                                                                | Marvin Esteban Cairo Vives     | AP          |             | 2,03 m (6′ 8″)  |              | 13 de agosto de 1991 (33 años)    |
|                                                                   | César Zeballos                 | P           |             |                 |              |                                   |
|                                                                   | Davor Zapata                   |             |             |                 |              |                                   |
|                                                                   | Gonzalo Gutiérrez              | A           |             |                 |              |                                   |
|                                                                   | Rodrigo Condori                |             |             |                 |              |                                   |
|                                                                   | Pablo Canaza                   |             |             |                 |              |                                   |
|                                                                   | Nelson Edgar Fernández Oquendo | P           |             | 1,96 m (6′ 5″)  | Oruro        | 2 de septiembre de 1982 (42 años) |
|                                                                   | Marco Murillo                  | A           |             |                 |              |                                   |
| Entrenador: Alejandro Pepiche / Asistente: Yohanmes Villavicencio |                                |             |             |                 |              |                                   |

| Derecho (Oruro)                                                                       | Derecho (Oruro)                      | Derecho (Oruro) | Derecho (Oruro) | Derecho (Oruro) | Derecho (Oruro) | Derecho (Oruro)                   |
| Num                                                                                   | Jugador                              | Pos             | PJ              | Altura          | Ciudad Natal    | Edad                              |
| ------------------------------------------------------------------------------------- | ------------------------------------ | --------------- | --------------- | --------------- | --------------- | --------------------------------- |
| 2                                                                                     | Rafael Veliz                         |                 |                 |                 |                 |                                   |
| 6                                                                                     | Óscar Delgado Quillaguaman           |                 |                 |                 | Oruro           |                                   |
| 7                                                                                     | Cristhian Jesús Delgado Quillaguaman | E               |                 | 1,84 m (6′ 0″)  | Oruro           | 14 de diciembre de 1993 (31 años) |
| 8                                                                                     | Juan Santiago Villca Zuna            |                 |                 |                 | Oruro           |                                   |
| 9                                                                                     | Norman Gálvez Villarroel             |                 |                 |                 | Oruro           |                                   |
| 12                                                                                    | Eliezer José Montaño Caraballo       | AP, P           |                 | 2,06 m (6′ 9″)  |                 | 21 de octubre de 1991 (33 años)   |
| 15                                                                                    | Peter Fernández                      |                 |                 |                 |                 |                                   |
| 16                                                                                    | Deivi Añanguren                      | A               |                 | 1,92 m (6′ 4″)  |                 | 23 de enero de 1985 (40 años)     |
| 21                                                                                    | Amber Marín                          | P               |                 | 2,07 m (6′ 9″)  |                 | 28 de marzo de 1981 (44 años)     |
| 23                                                                                    | Mauricio Fernández Chamo             |                 |                 |                 | Oruro           | 19 de marzo de 1987 (38 años)     |
| 25                                                                                    | Gene Kent Myvett                     | A               |                 | 1,93 m (6′ 4″)  | Belice City     | 30 de diciembre de 1982 (42 años) |
| 45                                                                                    | Nestor Gabriel Panozo Urquidi        |                 |                 |                 |                 |                                   |
|                                                                                       | Celmar Jesús Alanes Coca             | E               |                 | 1,80 m (5′ 11″) | Oruro           | 24 de diciembre de 1997 (27 años) |
|                                                                                       | Pablo Rodríguez                      |                 |                 |                 |                 |                                   |
|                                                                                       | David Villarroel                     |                 |                 |                 |                 |                                   |
|                                                                                       | Iván Cruz                            |                 |                 |                 |                 |                                   |
|                                                                                       | Ernesto Clavijo                      |                 |                 |                 |                 |                                   |
|                                                                                       | Luis Tastaca                         |                 |                 |                 |                 |                                   |
|                                                                                       | Abdiel Uraña                         |                 |                 |                 |                 |                                   |
|                                                                                       | Luis Ayzama                          |                 |                 |                 |                 |                                   |
|                                                                                       | Juan Pablo Ávila Ibarra              |                 |                 |                 | Oruro           | 19 de marzo de 1987 (38 años)     |
|                                                                                       | Wilfredo Calderón                    |                 |                 |                 |                 |                                   |
| Entrenador: Robert Duran (fecha 3) - Félix Cahuana (fecha 5) / Asistente: José Melean |                                      |                 |                 |                 |                 |                                   |

| Ingenieros (Oruro)                                                    | Ingenieros (Oruro)              | Ingenieros (Oruro) | Ingenieros (Oruro) | Ingenieros (Oruro) | Ingenieros (Oruro) | Ingenieros (Oruro)                |
| Num                                                                   | Jugador                         | Pos                | PJ                 | Altura             | Ciudad Natal       | Edad                              |
| --------------------------------------------------------------------- | ------------------------------- | ------------------ | ------------------ | ------------------ | ------------------ | --------------------------------- |
| 1                                                                     | Joseph Pope                     | A                  |                    |                    |                    |                                   |
| 4                                                                     | Fernando Chumacero              |                    |                    |                    |                    |                                   |
| 5                                                                     | Javier Eduardo Amado Ramos      | B                  |                    |                    | Oruro              | 27 de enero de 1988 (37 años)     |
| 6                                                                     | Víctor Pérez                    |                    |                    |                    |                    |                                   |
| 7                                                                     | Limber Villarroel Cisneros      | B                  |                    |                    |                    | 2 de junio de 1991 (34 años)      |
| 8                                                                     | Walter Llanos                   |                    |                    |                    |                    |                                   |
| 9                                                                     | Gustavo Salazar                 |                    |                    |                    |                    |                                   |
| 10                                                                    | Daniel Barrenechea              |                    |                    |                    |                    |                                   |
| 11                                                                    | Fernando Ovidio Cadario Pizarro | A                  |                    | 1,84 m (6′ 0″)     | Santa Cruz         | 28 de marzo de 1989 (36 años)     |
| 12                                                                    | Juan Pablo Hurtado              |                    |                    |                    |                    |                                   |
| 13                                                                    | Milton López                    |                    |                    |                    |                    |                                   |
| 14                                                                    | Anderson Fitzgerald Jacolby     | B                  |                    | 1,88 m (6′ 2″)     |                    | 1990                              |
| 15                                                                    | Víctor López                    |                    |                    |                    |                    |                                   |
| 21                                                                    | Enrique Céspedes                |                    |                    |                    |                    |                                   |
| 21                                                                    | Ronald Edward Stokes            |                    |                    |                    |                    |                                   |
| 22                                                                    | Vanderley Arza                  |                    |                    |                    |                    |                                   |
| 24                                                                    | Jeffery Harper                  | A                  |                    | 2,03 m (6′ 8″)     |                    | 13 de diciembre de 1987 (37 años) |
| 33                                                                    | Rodrigo Fernández Chamo         |                    |                    |                    | Oruro              | 30 de julio de 1988 (36 años)     |
|                                                                       |                                 |                    |                    |                    |                    |                                   |
| Entrenador: Sergio Kreiser - Walter Llanos / Asistente: Félix Cahuana |                                 |                    |                    |                    |                    |                                   |

| La Salle-UPB (Cochabamba)       | La Salle-UPB (Cochabamba)     | La Salle-UPB (Cochabamba) | La Salle-UPB (Cochabamba) | La Salle-UPB (Cochabamba) | La Salle-UPB (Cochabamba) | La Salle-UPB (Cochabamba)          |
| Num                             | Jugador                       | Pos                       | PJ                        | Altura                    | Ciudad Natal              | Edad                               |
| ------------------------------- | ----------------------------- | ------------------------- | ------------------------- | ------------------------- | ------------------------- | ---------------------------------- |
| 1                               | Ervin Herron II               | B                         |                           | 1,98 m (6′ 6″)            | Memphis, TN               |                                    |
| 5                               | Juan Carlos Soto Arce         |                           |                           |                           | Cochabamba                | 28 de junio de 1982 (43 años)      |
| 8                               | José Javier Martínez Zambrana | P                         |                           | 1,90 m (6′ 3″)            | Cochabamba                | 28 de abril de 1980 (45 años)      |
| 10                              | Miguel Antonio Rojas Romero   |                           |                           |                           | Cochabamba                | 8 de abril de 1994 (31 años)       |
| 11                              | Mauricio Asbun Canedo         | A                         |                           | 1,90 m (6′ 3″)            | Cochabamba                | 3 de febrero de 1980 (45 años)     |
| 12                              | Milton Gutiérrez Herbas       |                           |                           |                           | Cochabamba                |                                    |
| 17                              | Martavius Cruzor Adams        | P                         |                           | 2,03 m (6′ 8″)            | Irwington, Georgia        | 22 de septiembre de 1988 (36 años) |
| 28                              | Edward D’Andre Brown          |                           |                           |                           |                           |                                    |
| 55                              | Fernando Sebastián Pacheco    |                           |                           |                           | Tarija                    | 29 de agosto de 1996 (28 años)     |
| 77                              | Luis Campuzano                |                           |                           |                           |                           | 29 de agosto de 1996 (28 años)     |
| 77                              | Ricardo Covarrubias Rivera    | A                         |                           | 1,91 m (6′ 3″)            | Cochabamba                | 17 de diciembre de 1995 (29 años)  |
| 96                              | Juan Pablo Cordova Olivera    | A                         |                           |                           | Cochabamba                | 20 de mayo de 1988 (37 años)       |
| 98                              | Óscar Tordoya                 |                           |                           |                           |                           | 29 de agosto de 1996 (28 años)     |
|                                 | Ron Stokes                    |                           |                           |                           |                           |                                    |
|                                 | Ricardo Adrián Montaño        |                           |                           |                           | Tarija                    |                                    |
| Entrenador: Juan Carlos Berutti |                               |                           |                           |                           |                           |                                    |

| La Salle (Tarija)          | La Salle (Tarija)                    | La Salle (Tarija) | La Salle (Tarija) | La Salle (Tarija) | La Salle (Tarija) | La Salle (Tarija)                  |
| Num                        | Jugador                              | Pos               | PJ                | Altura            | Ciudad Natal      | Edad                               |
| -------------------------- | ------------------------------------ | ----------------- | ----------------- | ----------------- | ----------------- | ---------------------------------- |
| 3                          | Javier Orellana Barroso              | B                 |                   | 1,72 m (5′ 8″)    | Tarija            | 23 de enero de 1995 (30 años)      |
| 4                          | Diego Sebastián Franco Vargas        | A                 |                   | 1,94 m (6′ 4″)    | Tarija            | 1 de abril de 1982 (43 años)       |
| 5                          | Víctor Daniel Fernández Ichazo (cap) | E                 |                   | 1,83 m (6′ 0″)    | Tarija            | 17 de diciembre de 1977 (47 años)  |
| 6                          | Fabián Montellano Ibarra             | B                 |                   | 1,75 m (5′ 9″)    | Tarija            | 1 de agosto de 1986 (38 años)      |
| 7                          | Brighan Dunsthan Espinoza Vargas     | A                 |                   | 1,85 m (6′ 1″)    | Cochabamba        | 1 de abril de 1996 (29 años)       |
| 9                          | Rickey Young                         | AP, P             |                   | 2,05 m (6′ 9″)    | Atlanta, GA       | 20 de marzo de 1990 (35 años)      |
| 10                         | Hugo Richard Ruiz Prentice           | P                 |                   |                   | Tarija            | 16 de octubre de 1985 (39 años)    |
| 11                         | Oliver Harri Chávez                  | P                 |                   | 2,02 m (6′ 8″)    | Beni              | 22 de julio de 1997 (27 años)      |
| 12                         | Douglas Rivera Sánchez               |                   |                   |                   |                   | 1 de septiembre de 1994 (30 años)  |
| 15                         | Martín Ochoa Castañon                | B                 |                   | 1,85 m (6′ 1″)    | Tarija            | 18 de noviembre de 1994 (30 años)  |
| 20                         | Yussef Galarza Moreno                | A                 |                   |                   | Tarija            | 25 de agosto de 1995 (29 años)     |
| 31                         | Ike Emmanuel Okoye                   | AP, P             |                   | 2,06 m (6′ 9″)    | Sacramento, CA    | 6 de diciembre de 1986 (38 años)   |
| 44                         | Wayne Sparrow                        | B                 |                   | 1,95 m (6′ 5″)    | Baltimore, MD     | 16 de noviembre de 1991 (33 años)  |
| 45                         | Wilkerson Howard                     | AP, P             |                   | 1,99 m (6′ 6″)    | Eden, NC          | 16 de junio de 1984 (41 años)      |
|                            | Jorge Majluf                         |                   |                   |                   | Tarija            |                                    |
|                            | Gerardo Magnus Arancibia             | E                 |                   | 1,85 m (6′ 1″)    | Tarija            | 1 de septiembre de 1996 (28 años)  |
|                            | Pablo Riera                          | P                 |                   | 1,88 m (6′ 2″)    | Sucre             | 5 de enero de 1993 (32 años)       |
|                            | Manuel Cuevas Gallardo               | B                 |                   |                   | Tarija            | 19 de febrero de 1993 (32 años)    |
|                            | Marco Joaquín Rojas Jerez            | AP                |                   | 1,87 m (6′ 2″)    | Tarija            | 13 de marzo de 1997 (28 años)      |
|                            | Gustavo Pérez                        |                   |                   |                   |                   |                                    |
|                            | Pablo Cardozo Farfan                 | A                 |                   |                   | Tarija            | 14 de septiembre de 1997 (27 años) |
|                            | Igor Vargas                          |                   |                   |                   |                   |                                    |
|                            | Jorge Veramendy                      |                   |                   |                   |                   |                                    |
| Entrenador: Norberto Yáñez |                                      |                   |                   |                   |                   |                                    |

| Peñarol (Quillacollo)      | Peñarol (Quillacollo)                 | Peñarol (Quillacollo) | Peñarol (Quillacollo) | Peñarol (Quillacollo) | Peñarol (Quillacollo)   | Peñarol (Quillacollo)            |
| Num                        | Jugador                               | Pos                   | PJ                    | Altura                | Ciudad Natal            | Edad                             |
| -------------------------- | ------------------------------------- | --------------------- | --------------------- | --------------------- | ----------------------- | -------------------------------- |
| 1                          | Brandon Maximiliano Antezana Irigoyen | B                     |                       |                       | Quillacollo, Cochabamba | 8 de octubre de 1994 (30 años)   |
| 5                          | Veimar Víctor Parraga Villegas        | A                     |                       |                       | Cochabamba              | 2 de diciembre de 1986 (38 años) |
| 6                          | Pedro Luis Antezana Teran             | P                     |                       |                       | Cochabamba              | 26 de enero de 1989 (36 años)    |
| 9                          | Luis Alberto Rico Cardozo             |                       |                       |                       |                         |                                  |
| 10                         | Kris Clark                            |                       |                       | 1,88 m (6′ 2″)        |                         |                                  |
| 13                         | Jaime Marcelo Thamez Espinoza         |                       |                       |                       | Cochabamba              | 16 de febrero de 1989 (36 años)  |
| 14                         | Edson Amurrio                         |                       |                       |                       |                         |                                  |
| 16                         | Lenin López                           | A                     |                       | 1,98 m (6′ 6″)        |                         | 5 de febrero de 1991 (34 años)   |
| 22                         | Richard Ross                          |                       |                       |                       |                         |                                  |
| 24                         | Everth Tommy Vila Choque              | E                     |                       |                       | Quillacollo, Cochabamba | 23 de octubre de 1989 (35 años)  |
| 33                         | Diego Alejandro Cámara Teran          | P                     |                       |                       |                         | 28 de febrero de 1994 (31 años)  |
| 66                         | Manuel Aguilar                        |                       |                       |                       |                         |                                  |
| 99                         | Daygord Cristian Nava Moscoso         | P                     |                       |                       |                         | 20 de febrero de 1989 (36 años)  |
|                            | Mo Hughley                            |                       |                       | 2,01 m (6′ 7″)        |                         |                                  |
| Entrenador: Marco Corrales |                                       |                       |                       |                       |                         |                                  |

| Pichincha (Potosí)          | Pichincha (Potosí)                  | Pichincha (Potosí) | Pichincha (Potosí) | Pichincha (Potosí) | Pichincha (Potosí) | Pichincha (Potosí)                 |
| Num                         | Jugador                             | Pos                | PJ                 | Altura             | Ciudad Natal       | Edad                               |
| --------------------------- | ----------------------------------- | ------------------ | ------------------ | ------------------ | ------------------ | ---------------------------------- |
| 3                           | Óscar Alborta Flores                | E                  |                    |                    | Potosí             | 17 de julio de 1990 (34 años)      |
| 5                           | Yerco Héctor Vargas Gómez           |                    |                    |                    |                    |                                    |
| 6                           | José Ignacio Choque Lunda           | B                  |                    |                    | Potosí             | 12 de mayo de 1990 (35 años)       |
| 7                           | Luis Alberto Fuertes Flores         | P                  |                    | 1,83 m (6′ 0″)     | Potosí             | 20 de marzo de 1988 (37 años)      |
| 9                           | Rodrigo Daniel Águila Barrios       |                    |                    |                    | Potosí             | 20 de octubre de 1995 (29 años)    |
| 10                          | Luis Óscar Velasco Álvarez          | E                  |                    |                    |                    | 12 de mayo de 1990 (35 años)       |
| 13                          | Mauricio Alejandro Bengolea Miranda | E                  |                    |                    |                    | 16 de noviembre de 1997 (27 años)  |
| 15                          | Wilson Romay Flores                 | E                  |                    | 1,81 m (5′ 11″)    | Potosí             | 8 de marzo de 1988 (37 años)       |
| 22                          | Michael Dodd                        | SW                 |                    | 1,96 m (6′ 5″)     |                    | 1986                               |
| 24                          | Luis Samuel Careaga Calizaya        |                    |                    |                    |                    |                                    |
| 42                          | Milos Petkovic                      | AP                 |                    | 2,04 m (6′ 8″)     |                    | 29 de septiembre de 1991 (33 años) |
|                             | Cristopher Smith                    |                    |                    |                    |                    |                                    |
|                             | José Zurita                         |                    |                    |                    |                    |                                    |
|                             | Jaime Fernández                     |                    |                    |                    |                    |                                    |
|                             |                                     |                    |                    |                    |                    |                                    |
| Entrenador: Franklin Flores |                                     |                    |                    |                    |                    |                                    |

| San Simón (Cochabamba)                   | San Simón (Cochabamba)        | San Simón (Cochabamba) | San Simón (Cochabamba) | San Simón (Cochabamba) | San Simón (Cochabamba) | San Simón (Cochabamba)             |
| Num                                      | Jugador                       | Pos                    | PJ                     | Altura                 | Ciudad Natal           | Edad                               |
| ---------------------------------------- | ----------------------------- | ---------------------- | ---------------------- | ---------------------- | ---------------------- | ---------------------------------- |
| 1                                        | Pedro Antonio Gutiérrez López | B                      |                        | 1,76 m (5′ 9″)         | Oruro                  | 20 de octubre de 1996 (28 años)    |
| 2                                        | Giyoh Shey Ngafi              | SW                     |                        | 1,93 m (6′ 4″)         |                        | 5 de febrero de 1988 (37 años)     |
| 3                                        | José Verdúguez                |                        |                        |                        |                        |                                    |
| 5                                        | Pedro Luis Zelaya Montaño     |                        |                        |                        |                        |                                    |
| 7                                        | Cristhian Camargo Llanos      | A                      |                        | 1,96 m (6′ 5″)         | Cochabamba             | 14 de noviembre de 1993 (31 años)  |
| 8                                        | Bernardo Olguin Pol           |                        |                        |                        | Cochabamba             | 3 de mayo de 1993 (32 años)        |
| 11                                       | Axel Veizaga Vargas           | A                      |                        | 1,82 m (6′ 0″)         | Cochabamba             | 28 de junio de 1996 (29 años)      |
| 13                                       | Diego Olguin Pol              | A                      |                        | 1,87 m (6′ 2″)         | Cochabamba             | 26 de abril de 1995 (30 años)      |
| 14                                       | Diego Daniel Soto Arce        | P                      |                        |                        | Cochabamba             | 14 de agosto de 1986 (38 años)     |
| 15                                       | Tyray Martell Petty           | B                      |                        | 1,92 m (6′ 4″)         | Milwaukee, WI          | 13 de junio de 1988 (37 años)      |
| 19                                       | Ariel Callau Alvarado         | B                      |                        | 1,80 m (5′ 11″)        | Cochabamba             | 19 de septiembre de 1992 (32 años) |
| 31                                       | Albert Abraham Flores Bascope | AP                     |                        | 1,91 m (6′ 3″)         | Oruro                  | 25 de septiembre de 1991 (33 años) |
| 32                                       | Gamble Terrance               | P                      |                        | 2,08 m (6′ 10″)        |                        | 25 de septiembre de 1983 (41 años) |
| 41                                       | Raúl Gutierres Herbas         | P                      |                        | 2,06 m (6′ 9″)         | Cochabamba             | 1 de noviembre de 1988 (36 años)   |
| Entrenador: Sandro Albert Patiño Sánchez |                               |                        |                        |                        |                        |                                    |

| Universidad (Santa Cruz)    | Universidad (Santa Cruz)     | Universidad (Santa Cruz) | Universidad (Santa Cruz) | Universidad (Santa Cruz) | Universidad (Santa Cruz)          | Universidad (Santa Cruz)           |
| Num                         | Jugador                      | Pos                      | PJ                       | Altura                   | Ciudad Natal                      | Edad                               |
| --------------------------- | ---------------------------- | ------------------------ | ------------------------ | ------------------------ | --------------------------------- | ---------------------------------- |
| 1                           | Paolo César Ramos Campos     | B                        |                          | 1,87 m (6′ 2″)           | Santa Cruz                        | 31 de julio de 1987 (37 años)      |
| 3                           | Jiovani Jesús Rojas Sanz     | P                        |                          |                          | Santa Cruz                        | 18 de abril de 1987 (38 años)      |
| 7                           | José Rodríguez               |                          |                          |                          |                                   |                                    |
| 10                          | Luis Miguel Cabral Suárez    |                          |                          |                          | Santa Cruz                        | 21 de abril de 1986 (39 años)      |
| 11                          | Carlos Paredes               |                          |                          |                          |                                   |                                    |
| 13                          | Marco Antonio Recamo Tubari  | P                        |                          | 1,99 m (6′ 6″)           | San José de Chiquitos, Santa Cruz | 3 de marzo de 1989 (36 años)       |
| 22                          | Wendell Lewis                | P                        |                          | 2,08 m (6′ 10″)          | Selma, AL                         | 21 de septiembre de 1989 (35 años) |
| 24                          | Gabriel Rodrigo Ramos Campos | E                        |                          |                          | Santa Cruz                        | 21 de mayo de 1992 (33 años)       |
| 25                          | Joaquín Baesa                | A                        |                          |                          |                                   |                                    |
|                             | Mauricio Landivar            |                          |                          |                          |                                   |                                    |
|                             |                              |                          |                          |                          |                                   |                                    |
|                             |                              |                          |                          |                          |                                   |                                    |
|                             |                              |                          |                          |                          |                                   |                                    |
| Entrenador: Mario Beramendi |                              |                          |                          |                          |                                   |                                    |

| Vikingos (Tarija)                        | Vikingos (Tarija)                      | Vikingos (Tarija) | Vikingos (Tarija) | Vikingos (Tarija) | Vikingos (Tarija) | Vikingos (Tarija)                 |
| Num                                      | Jugador                                | Pos               | PJ                | Altura            | Ciudad Natal      | Edad                              |
| ---------------------------------------- | -------------------------------------- | ----------------- | ----------------- | ----------------- | ----------------- | --------------------------------- |
| 2                                        | Miguel Eduardo Valenzuela Yáñez        |                   |                   |                   | Tarija            | 10 de octubre de 1995 (29 años)   |
| 4                                        | Edgar Alejandro Castañon Mogro         |                   |                   |                   | Tarija            | 7 de diciembre de 1977 (47 años)  |
| 5                                        | Manuel Alejandro Puca Valenzuela       |                   |                   |                   |                   |                                   |
| 6                                        | Álvaro Julio Montellano Ibarra         |                   |                   |                   | Tarija            | 1 de agosto de 1986 (38 años)     |
| 7                                        | Diego Fernando Vega Ibarra             |                   |                   |                   |                   |                                   |
| 9                                        | Alejandro Francisco España Gandarillas | AP                |                   | 1,90 m (6′ 3″)    | Tarija            | 10 de abril de 1982 (43 años)     |
| 10                                       | Ronald Iván Arze Soria                 | B                 |                   | 1,77 m (5′ 10″)   | Cochabamba        | 22 de marzo de 1993 (32 años)     |
| 11                                       | Jorge Alberto Ichazo Moreno            |                   |                   |                   | Tarija            | 29 de noviembre de 1981 (43 años) |
| 12                                       | Eduardo Daniel Veramendy Ríos          | B                 |                   | 1,70 m (5′ 7″)    | Tarija            | 19 de diciembre de 1979 (45 años) |
| 13                                       | Julio Jorge Mendoza Medrano            | B                 |                   | 1,66 m (5′ 5″)    | Tarija            | 20 de febrero de 1979 (46 años)   |
| 18                                       | Miguel Ángel Justiniano Claros         | P                 |                   | 1,93 m (6′ 4″)    | Santa Cruz        | 27 de agosto de 1980 (44 años)    |
| 22                                       | Jason Kyle Jones Jr.                   | A                 |                   | 1,98 m (6′ 6″)    | Memphis, TN       | 20 de abril de 1990 (35 años)     |
| 23                                       | Grover España Gandarillas              | B                 |                   | 1,83 m (6′ 0″)    | Tarija            | 9 de marzo de 1978 (47 años)      |
| 33                                       | Michael Dabney                         | AP, P             |                   | 2,03 m (6′ 8″)    | Detroit, MI       | 9 de diciembre de 1987 (37 años)  |
| 55                                       | Johnnie Richardson                     | B                 |                   | 1,83 m (6′ 0″)    | Niagara Falls, ON |                                   |
| 77                                       | Pablo Castellanos                      | P                 |                   | 1,91 m (6′ 3″)    | Tarija            | 6 de octubre de 1996 (28 años)    |
|                                          | Kyle Madison                           | B, A              |                   | 1,96 m (6′ 5″)    |                   | 2 de diciembre de 1987 (37 años)  |
| Entrenador: Giovanny Anton Vargas Cadima |                                        |                   |                   |                   |                   |                                   |

## Primera fase
Se conformaron los 2 grupos para la primera fase.

## Grupo A
| Equipo                | PJ | PG | PP | CF  | CC  | DIF | Pts |
| --------------------- | -- | -- | -- | --- | --- | --- | --- |
| La Salle (Tarija)     | 10 | 8  | 2  | 896 | 818 | +78 | 18  |
| Vikingos (Tarija)     | 10 | 6  | 4  | 868 | 818 | +50 | 16  |
| Amistad (Sucre)       | 10 | 5  | 5  | 878 | 827 | +51 | 15  |
| Peñarol (Quillacollo) | 10 | 5  | 5  | 821 | 853 | -32 | 15  |
| Pichincha (Potosí)    | 10 | 3  | 7  | 827 | 880 | -53 | 13  |
| Derecho (Oruro)       | 10 | 3  | 7  | 824 | 918 | -94 | 13  |

|  |                                                 |
|  | Clasificados al Súper 4 por tener mejor récord. |

| La Salle (T) | 83 – 71 | Amistad  | Luis Parra       | 10 de abril | 20:00 |
| Pichincha    | 91 – 74 | Derecho  | Ciudad de Potosí | 10 de abril | 20:00 |
| Peñarol      | 81 – 83 | Vikingos | Max Fernández    | 11 de abril | 21:00 |

| Vikingos | 88 – 90 | La Salle (T) | Luis Parra              | 17 de abril | 20:00 |
| Amistad  | 96 – 66 | Pichincha    | Polideportivo Garcilazo | 17 de abril | 20:00 |
| Peñarol  | 87 – 79 | Derecho      | Max Fernández           | 18 de abril | 21:00 |

| Derecho      | 70 – 90 | Vikingos  | Luis Lazzo Quinteros | 24 de abril | 20:00 |
| La Salle (T) | 93 – 83 | Pichincha | Luis Parra           | 25 de abril | 19:30 |
| Peñarol      | 86 – 81 | Amistad   | Max Fernández        | 25 de abril | 21:00 |

| Amistad   | 80 – 87 | Vikingos     | Polideportivo Garcilazo | 30 de abril | 20:00 |
| Pichincha | 71 – 76 | Peñarol      | Ciudad de Potosí        | 1 de mayo   | 20:00 |
| Derecho   | 84 – 86 | La Salle (T) | Luis Lazzo Quinteros    | 1 de mayo   | 20:00 |

| Peñarol  | 77 – 75  | La Salle (T) | Max Fernández                    | 8 de mayo  | 21:00 |
| Vikingos | 94 – 86  | Pichincha    | Julia Uriarte de Araoz (Bermejo) | 9 de mayo  | 20:30 |
| Derecho  | 80 – 108 | Amistad      | Luis Lazzo Quinteros             | 10 de mayo | 11:00 |

| Vikingos | 89 – 68  | Peñarol      | Julia Iriarte de Araoz (Bermejo) | 15 de mayo | 20:30 |
| Amistad  | 89 – 96  | La Salle (T) | Polideportivo Garcilazo          | 16 de mayo | 20:30 |
| Derecho  | 101 – 91 | Pichincha    | Luis Lazzo Quinteros             | 17 de mayo | 11:00 |

| Pichincha    | 78 – 88 | Amistad  | Ciudad de Potosí     | 22 de mayo | 20:00 |
| Derecho      | 94 – 87 | Peñarol  | Luis Lazzo Quinteros | 22 de mayo | 20:00 |
| La Salle (T) | 86 – 78 | Vikingos | Luis Parra           | 23 de mayo | 20:30 |

| Amistad   | 99 – 85 | Peñarol      | Polideportivo Garcilazo | 30 de mayo | 20:00 |
| Vikingos  | 96 – 87 | Derecho      | Luis Parra              | 30 de mayo | 20:00 |
| Pichincha | 91 – 89 | La Salle (T) | Pampa Grande            | 9 de junio | 20:00 |

| Peñarol      | 83 – 80 | Pichincha | Max Fernández | 5 de junio | 21:00 |
| Vikingos     | 77 – 80 | Amistad   | Luis Parra    | 5 de junio | 20:00 |
| La Salle (T) | 96 – 66 | Derecho   | Luis Parra    | 6 de junio | 20:00 |

| La Salle (T) | 102 – 90 | Peñarol  | Luis Parra              | 13 de junio | 20:00 |
| Pichincha    | 90 – 86  | Vikingos | Ciudad de Potosí        | 13 de junio |       |
| Amistad      | 86 – 89  | Derecho  | Polideportivo Garcilazo | 13 de junio |       |

## Grupo B
| Equipo                   | PJ | PG | PP | CF   | CC   | DIF  | Pts |
| ------------------------ | -- | -- | -- | ---- | ---- | ---- | --- |
| San Simón (Cochabamba)   | 10 | 9  | 1  | 1031 | 819  | +212 | 19  |
| Universidad (Santa Cruz) | 10 | 8  | 2  | 834  | 774  | +60  | 18  |
| CAN (Oruro)              | 10 | 6  | 4  | 903  | 867  | +36  | 16  |
| La Salle (Cochabamba)    | 10 | 4  | 6  | 945  | 1008 | -63  | 14  |
| Ingenieros (Oruro)       | 10 | 2  | 8  | 923  | 1008 | -85  | 12  |
| Bolmar (La Paz)          | 10 | 1  | 9  | 798  | 958  | -160 | 11  |

|  |                                                 |
|  | Clasificados al Súper 4 por tener mejor récord. |

| La Salle (C) | 75 – 85  | Universidad | Grover Suárez           | 10 de abril | 20:00 |
| Ingenieros   | 76 – 106 | San Simón   | Campus FNI              | 10 de abril | 20:50 |
| Bolmar       | 75 – 90  | CAN         | Julio Borelli Viteritto | 11 de abril | 20:00 |

| San Simón   | 111 – 89 | CAN          | Grover Suárez   | 17 de abril | 20:00 |
| Ingenieros  | 96 – 103 | La Salle (C) | Campus FNI      | 17 de abril | 20:00 |
| Universidad | 75 – 72  | Bolmar       | Gilberto Pareja | 18 de abril | 20:00 |

| La Salle (C) | 100 – 94 | Bolmar      | Grover Suárez | 24 de abril | 20:00 |
| CAN          | 103 – 96 | Ingenieros  | Coliseo CAN   | 25 de abril | 20:00 |
| San Simón    | 101 – 79 | Universidad | Grover Suárez | 25 de abril | 20:30 |

| Bolmar       | 71 – 110 | San Simón  | Julio Borelli Viteritto | 1 de mayo | 20:00 |
| La Salle (C) | 100 – 92 | CAN        | Grover Suárez           |           | 20:00 |
| Universidad  | 99 – 74  | Ingenieros | Gilberto Pareja         | 2 de mayo | 20:00 |

| San Simón | 118 – 99 | La Salle (C) | Grover Suárez           | 8 de mayo | 20:30 |
| CAN       | 80 – 73  | Universidad  | Coliseo CAN             | 8 de mayo | 20:00 |
| Bolmar    | 94 – 86  | Ingenieros   | Julio Borelli Viteritto | 8 de mayo | 20:00 |

| San Simón   | 111 – 91 | Ingenieros   | Grover Suárez   | 15 de mayo | 20:30 |
| CAN         | 78 – 64  | Bolmar       | Coliseo CAN     | 15 de mayo | 20:00 |
| Universidad | 92 – 81  | La Salle (C) | Gilberto Pareja | 16 de mayo |       |

| La Salle (C) | 113 – 130 | Ingenieros  | Grover Suárez           | 22 de mayo | 20:30 |
| Bolmar       | 74 – 88   | Universidad | Julio Borelli Viteritto | 22 de mayo | 20:00 |
| CAN          | 77 – 84   | San Simón   | Coliseo CAN             | 23 de mayo | 20:00 |

| Ingenieros  | 94 – 104 | CAN          | Campus FNI              | 29 de mayo | 20:00 |
| Bolmar      | 82 – 107 | La Salle (C) | Julio Borelli Viteritto | 29 de mayo | 20:00 |
| Universidad | 75 – 67  | San Simón    | Gilberto Pareja         | 30 de mayo | 20:00 |

| CAN        | 114 – 82 | La Salle (C) | Coliseo CAN   | 5 de junio | 20:00 |
| Ingenieros | 74 – 80  | Universidad  | Campus FNI    | 5 de junio | 20:00 |
| San Simón  | 118 – 77 | Bolmar       | Grover Suárez | 5 de junio | 20:30 |

| La Salle (C) | 85 – 105 | San Simón | Grover Suárez   | 13 de junio | 20:30 |
| Universidad  | 88 – 76  | CAN       | Gilberto Pareja | 13 de junio |       |
| Ingenieros   | 106 – 95 | Bolmar    | Campus FNI      | 13 de junio | 20:00 |

## Equipos igualados en puntos
| Equipo                | PJ | PG | PP | CF  | CC  | DIF | Pts |
| --------------------- | -- | -- | -- | --- | --- | --- | --- |
| Amistad (Sucre)       | 2  | 1  | 1  | 180 | 171 | +9  | 3   |
| Peñarol (Quillacollo) | 2  | 1  | 1  | 171 | 180 | -9  | 3   |

- Amistad acaba como tercero de grupo por mejor diferencia de cesto entre equipos igualados en puntos.

## Play-offs; campeonato
La fase final de Playoffs se jugará al mejor de 3 partidos en la fase de 4º de final (1-2) y semifinales y 5 partidos en las finales (2-2-1).

## Cuadro
|  | Cuartos de final  | Cuartos de final  | Cuartos de final  |             |    | Semifinales       | Semifinales       | Semifinales       |  |    | Finales         | Finales         | Finales         |  |
|  | 17 al 21 de junio | 17 al 21 de junio | 17 al 21 de junio |             |    | 23 al 27 de junio | 23 al 27 de junio | 23 al 27 de junio |  |    | 3 al 8 de julio | 3 al 8 de julio | 3 al 8 de julio |  |
|  |                   |                   |                   |             |    |                   |                   |                   |  |    |                 |                 |                 |  |
|  |                   |                   |                   |             |    |                   |                   |                   |  |    |                 |                 |                 |  |
|  | 1A                | La Salle (T)      | 2                 |             |    |                   |                   |                   |  |    |                 |                 |                 |  |
|  | 1A                | La Salle (T)      | 2                 |             |    |                   |                   |                   |  |    |                 |                 |                 |  |
|  | 4B                | La Salle (C)      | 1                 |             |    |                   |                   |                   |  |    |                 |                 |                 |  |
|  | 4B                | La Salle (C)      | 1                 |             | 1A | La Salle (T)      | 2                 |                   |  |    |                 |                 |                 |  |
|  |                   |                   |                   |             | 1A | La Salle (T)      | 2                 |                   |  |    |                 |                 |                 |  |
|  |                   |                   | 2B                | Universidad | 0  |                   |                   |                   |  |    |                 |                 |                 |  |
|  | 2B                | Universidad       | 2B                | Universidad | 0  | 2                 |                   |                   |  |    |                 |                 |                 |  |
|  | 2B                | Universidad       |                   |             |    |                   |                   |                   |  |    |                 |                 |                 |  |
|  | 3A                | Amistad           | 0                 |             |    |                   |                   |                   |  |    |                 |                 |                 |  |
|  | 3A                | Amistad           | 0                 |             |    |                   |                   |                   |  | 1A | La Salle (T)    | 0               |                 |  |
|  |                   |                   |                   |             |    |                   |                   |                   |  | 1A | La Salle (T)    | 0               |                 |  |
|  |                   |                   | 2A                | Vikingos    | 3  |                   |                   |                   |  |    |                 |                 |                 |  |
|  | 1B                | San Simón         | 2A                | Vikingos    | 3  | 2                 |                   |                   |  |    |                 |                 |                 |  |
|  | 1B                | San Simón         |                   |             |    |                   |                   |                   |  |    |                 |                 |                 |  |
|  | 4A                | Peñarol           | 0                 |             |    |                   |                   |                   |  |    |                 |                 |                 |  |
|  | 4A                | Peñarol           | 0                 |             | 1B | San Simón         | 1                 |                   |  |    |                 |                 |                 |  |
|  |                   |                   |                   |             | 1B | San Simón         | 1                 |                   |  |    |                 |                 |                 |  |
|  |                   |                   | 2A                | Vikingos    | 2  |                   |                   |                   |  |    |                 |                 |                 |  |
|  | 2A                | Vikingos          | 2A                | Vikingos    | 2  | 2                 |                   |                   |  |    |                 |                 |                 |  |
|  | 2A                | Vikingos          |                   |             |    |                   |                   |                   |  |    |                 |                 |                 |  |
|  | 3B                | CAN               | 0                 |             |    |                   |                   |                   |  |    |                 |                 |                 |  |
|  | 3B                | CAN               | 0                 |             |    |                   |                   |                   |  |    |                 |                 |                 |  |
|  |                   |                   |                   |             |    |                   |                   |                   |  |    |                 |                 |                 |  |

- Nota: En cada llave, el equipo que figura en la parte superior de la llave cuenta con ventaja de campo.

## Cuartos de final
La Salle (T) vs La Salle (C)
| 17 de junio, 20:00 | La Salle (C)                          | 116–109 | La Salle (T) | Cochabamba                            |  |  |
|                    | Parciales: 22-23, 30-27, 35-21, 29-38 |         |              |                                       |  |  |
|                    |                                       | Reporte |              | Pabellón: Grover Suárez Árbitros: * - |  |  |
| Serie: 1 - 0       |                                       |         |              |                                       |  |  |
|                    |                                       |         |              |                                       |  |  |

| 20 de junio, 21:00 | La Salle (T)                          | 103–71  | La Salle (C) | Tarija                             |  |  |
|                    | Parciales: 30-15, 25-19, 24-17, 24-20 |         |              |                                    |  |  |
|                    |                                       | Reporte |              | Pabellón: Luis Parra Árbitros: * - |  |  |
| Serie: 1 - 1       |                                       |         |              |                                    |  |  |
|                    |                                       |         |              |                                    |  |  |

| 21 de junio, 20:00 | La Salle (T)          | 100–66  | La Salle (C) | Tarija                             |  |  |
|                    | Parciales: -, -, -, - |         |              |                                    |  |  |
|                    |                       | Reporte |              | Pabellón: Luis Parra Árbitros: * - |  |  |
| Serie: 2 - 1       |                       |         |              |                                    |  |  |
|                    |                       |         |              |                                    |  |  |

Amistad vs Universidad
| 17 de junio, 20:00 | Amistad                               | 102–112 | Universidad | Sucre                                           |  |  |
|                    | Parciales: 23-18, 18-23, 18-34, 43-37 |         |             |                                                 |  |  |
|                    |                                       | Reporte |             | Pabellón: Polideportivo Garcilazo Árbitros: * - |  |  |
| Serie: 0 - 1       |                                       |         |             |                                                 |  |  |
|                    |                                       |         |             |                                                 |  |  |

| 20 de junio, 20:30 | Universidad                           | 69–61   | Amistad | Santa Cruz                              |  |  |
|                    | Parciales: 22-17, 18-11, 19-16, 10-17 |         |         |                                         |  |  |
|                    |                                       | Reporte |         | Pabellón: Gilberto Pareja Árbitros: * - |  |  |
| Serie: 2 - 0       |                                       |         |         |                                         |  |  |
|                    |                                       |         |         |                                         |  |  |

Vikingos vs CAN
| 17 de junio, 20:00 | CAN                                   | 76–87   | Vikingos | Oruro                                                                                                  |  |  |
|                    | Parciales: 20-17, 23-24, 10-24, 23-22 |         |          | |  |  |
|                    |                                       | Reporte |          | Pabellón: Coliseo CAN/Luis Lazzo Quinteros Árbitros: * Pastor Cruz * Mario Guerra * Juan Carlos Torrez |  |  |
| Serie: 0 - 1       |                                       |         |          | |  |  |
|                    |                                       |         |          | |  |  |

| 20 de junio, 19:00 | Vikingos                      | 90–77   | CAN | Tarija                             |  |  |
|                    | Parciales: 30-20, 25-17, -, - |         |     |                                    |  |  |
|                    |                               | Reporte |     | Pabellón: Luis Parra Árbitros: * - |  |  |
| Serie: 2 - 0       |                               |         |     |                                    |  |  |
|                    |                               |         |     |                                    |  |  |

Peñarol vs San Simón
| 18 de junio, 20:00 | Peñarol                              | 63–80   | San Simón | Quillacollo, Cochabamba               |  |  |
|                    | Parciales: 8-18, 22-13, 15-24, 18-25 |         |           |                                       |  |  |
|                    |                                      | Reporte |           | Pabellón: Max Fernández Árbitros: * - |  |  |
| Serie: 0 - 1       |                                      |         |           |                                       |  |  |
|                    |                                      |         |           |                                       |  |  |

| 20 de junio, 20:30 | San Simón                             | 114–86  | Peñarol | Cochabamba                            |  |  |
|                    | Parciales: 15-23, 29-21, 33-18, 37-24 |         |         |                                       |  |  |
|                    |                                       | Reporte |         | Pabellón: Grover Suárez Árbitros: * - |  |  |
| Serie: 2 - 0       |                                       |         |         |                                       |  |  |
|                    |                                       |         |         |                                       |  |  |

## Semifinales
La Salle (T) vs Universidad
| 23 de junio, 20:30 | Universidad                           | 80–83   | La Salle (T) | Santa Cruz                              |  |  |
|                    | Parciales: 19-20, 27-18, 13-20, 21-25 |         |              |                                         |  |  |
|                    |                                       | Reporte |              | Pabellón: Gilberto Pareja Árbitros: * - |  |  |
| Serie: 0 - 1       |                                       |         |              |                                         |  |  |
|                    |                                       |         |              |                                         |  |  |

| 26 de junio, 20:30 | La Salle (T)                         | 73–56   | Universidad | Tarija                             |  |  |
|                    | Parciales: 12-16, 24-11, 10-20, 27-9 |         |             |                                    |  |  |
|                    |                                      | Reporte |             | Pabellón: Luis Parra Árbitros: * - |  |  |
| Serie: 2 - 0       |                                      |         |             |                                    |  |  |
|                    |                                      |         |             |                                    |  |  |

San Simón vs Vikingos
| 24 de junio, 20:30 | Vikingos                              | 87–85   | San Simón | Tarija                             |  |  |
|                    | Parciales: 17-17, 20-16, 22-16, 28-36 |         |           |                                    |  |  |
|                    |                                       | Reporte |           | Pabellón: Luis Parra Árbitros: * - |  |  |
| Serie: 1 - 0       |                                       |         |           |                                    |  |  |
|                    |                                       |         |           |                                    |  |  |

| 26 de junio, 20:30 | San Simón                            | 93–69   | Vikingos | Cochabamba                            |  |  |
|                    | Parciales: 12-10, 14-5, 34-30, 33-24 |         |          |                                       |  |  |
|                    |                                      | Reporte |          | Pabellón: Grover Suárez Árbitros: * - |  |  |
| Serie: 1 - 1       |                                      |         |          |                                       |  |  |
|                    |                                      |         |          |                                       |  |  |

| 27 de junio, 20:30 | San Simón                             | 88–97   | Vikingos | Cochabamba                            |  |  |
|                    | Parciales: 17-21, 16-24, 25-17, 30-35 |         |          |                                       |  |  |
|                    |                                       | Reporte |          | Pabellón: Grover Suárez Árbitros: * - |  |  |
| Serie: 1 - 2       |                                       |         |          |                                       |  |  |
|                    |                                       |         |          |                                       |  |  |

## Finales
Vikingos vs La Salle (T)
| 3 de julio, 20:30 | Vikingos                              | 90–74   | La Salle (T) | Tarija                             |  |  |
|                   | Parciales: 19-12, 27-13, 26-17, 18-32 |         |              |                                    |  |  |
|                   |                                       | Reporte |              | Pabellón: Luis Parra Árbitros: * - |  |  |
| Serie: 1 - 0      |                                       |         |              |                                    |  |  |
|                   |                                       |         |              |                                    |  |  |

| 4 de julio, 20:30 | La Salle (T)                  | 70–80   | Vikingos | Tarija                             |  |  |
|                   | Parciales: 19-18, 20-22, -, - |         |          |                                    |  |  |
|                   |                               | Reporte |          | Pabellón: Luis Parra Árbitros: * - |  |  |
| Serie: 0 - 2      |                               |         |          |                                    |  |  |
|                   |                               |         |          |                                    |  |  |

| 8 de julio, 20:00 | Vikingos                             | 91–76   | La Salle (T) | Tarija                             |  |  |
|                   | Parciales: 21-18, 30-25, 16-8, 24-25 |         |              |                                    |  |  |
|                   |                                      | Reporte |              | Pabellón: Luis Parra Árbitros: * - |  |  |
| Serie: 3 - 0      |                                      |         |              |                                    |  |  |
|                   |                                      |         |              |                                    |  |  |

VIKINGOS CAMPEÓN DE LA LIBOBÁSQUET 2015
PRIMER TÍTULO

## Plantilla del equipo campeón Vikingos 2015
| Vikingos (Tarija)           | Vikingos (Tarija)                      | Vikingos (Tarija) | Vikingos (Tarija) | Vikingos (Tarija) | Vikingos (Tarija) | Vikingos (Tarija)                 |
| Num                         | Jugador                                | Pos               | PJ                | Altura            | Ciudad Natal      | Edad                              |
| --------------------------- | -------------------------------------- | ----------------- | ----------------- | ----------------- | ----------------- | --------------------------------- |
| 2                           | Miguel Eduardo Valenzuela Yáñez        |                   |                   |                   | Tarija            | 10 de octubre de 1995 (29 años)   |
| 4                           | Edgar Alejandro Castañon Mogro         |                   |                   |                   | Tarija            | 7 de diciembre de 1977 (47 años)  |
| 5                           | Manuel Alejandro Puca Valenzuela       |                   |                   |                   |                   |                                   |
| 7                           | Diego Fernando Vega Ibarra             |                   |                   |                   |                   |                                   |
| 9                           | Alejandro Francisco España Gandarillas | AP                |                   | 1,90 m (6′ 3″)    | Tarija            | 10 de abril de 1982 (43 años)     |
| 10                          | Ronald Iván Arze Soria                 | B                 |                   | 1,77 m (5′ 10″)   | Cochabamba        | 22 de marzo de 1993 (32 años)     |
| 11                          | Jorge Alberto Ichazo Moreno            |                   |                   |                   | Tarija            | 29 de noviembre de 1981 (43 años) |
| 12                          | Eduardo Daniel Veramendy Ríos          | B                 |                   | 1,70 m (5′ 7″)    | Tarija            | 19 de diciembre de 1979 (45 años) |
| 13                          | Julio Jorge Mendoza Medrano            | B                 |                   | 1,66 m (5′ 5″)    | Tarija            | 20 de febrero de 1979 (46 años)   |
| 18                          | Miguel Ángel Justiniano Claros         | P                 |                   | 1,93 m (6′ 4″)    | Santa Cruz        | 27 de agosto de 1980 (44 años)    |
| 22                          | Jason Kyle Jones Jr.                   | A                 |                   | 1,98 m (6′ 6″)    | Memphis, TN       | 20 de abril de 1990 (35 años)     |
| 23                          | Grover España Gandarillas              | B                 |                   | 1,83 m (6′ 0″)    | Tarija            | 9 de marzo de 1978 (47 años)      |
| 33                          | Michael Dabney                         | AP, P             |                   | 2,03 m (6′ 8″)    | Detroit, MI       | 9 de diciembre de 1987 (37 años)  |
| 55                          | Johnnie Richardson                     | B                 |                   | 1,83 m (6′ 0″)    | Niagara Falls, ON |                                   |
| 77                          | Pablo Castellanos                      | P                 |                   | 1,91 m (6′ 3″)    | Tarija            | 6 de octubre de 1996 (28 años)    |
| Entrenador: Giovanny Vargas |                                        |                   |                   |                   |                   |                                   |

- Datos de la página oficial de FIBA y la Federación Boliviana de Básquetbol.

## Torneo Clausura
El primer torneo inició el mes de septiembre y culminó en el mes de noviembre.
Contaría con una primera fase de 2 grupos y con la fase final de play-offs.
Para el torneo clausura Calero de Potosí reemplazó a Ingenieros de Oruro, que se retiró del torneo por problemas económicos.

## Plantillas Libobasquet Clausura 2015
| Amistad (Sucre)                 | Amistad (Sucre)                 | Amistad (Sucre) | Amistad (Sucre) | Amistad (Sucre) | Amistad (Sucre)    | Amistad (Sucre)                 |
| Num                             | Jugador                         | Pos             | PJ              | Altura          | Ciudad Natal       | Edad                            |
| ------------------------------- | ------------------------------- | --------------- | --------------- | --------------- | ------------------ | ------------------------------- |
| 0                               | Christopher Joseph McGrew       | P               |                 | 2,06 m (6′ 9″)  |                    |                                 |
| 1                               | Joey Woods                      | B               |                 | 1,91 m (6′ 3″)  | Naples, FL         | 8 de junio de 1989 (36 años)    |
| 5                               | Carlos Romero Caballero         | A               |                 | 1,90 m (6′ 3″)  | Sucre              | 20 de mayo de 1984 (41 años)    |
| 8                               | Walter Fernando Palma Miranda   | A               |                 | 1,95 m (6′ 5″)  | Sucre              | 8 de junio de 1988 (37 años)    |
| 9                               | Joaquín Sandoval Miranda        | A               |                 | 1,89 m (6′ 2″)  | Sucre              | 1 de octubre de 1985 (39 años)  |
| 10                              | Michael Jhon Liabo              | AP              |                 | 2,00 m (6′ 7″)  | Naples, FL         | 30 de abril de 1991 (34 años)   |
| 11                              | Douglas Scott Penland Seller    |                 |                 | 1,98 m (6′ 6″)  |                    | 11 de enero de 1968 (57 años)   |
| 14                              | René Guillermo Hoyos Blanco     | P               |                 |                 | Sucre              | 23 de julio de 1995 (29 años)   |
| 18                              | Gustavo Alejandro Vargas Flores | A               |                 |                 | Sucre              | 7 de abril de 1996 (29 años)    |
| 23                              | René Antonio Calvo Vidales      | E               |                 | 1,93 m (6′ 4″)  | Sucre              | 19 de mayo de 1993 (32 años)    |
| 99                              | Lucas Daniel Tisher             | P               |                 | 2,08 m (6′ 10″) | Brasilia           | 29 de marzo de 1983 (42 años)   |
|                                 | Andre Amstrom                   | E               |                 | 1,90 m (6′ 3″)  | Jamaica Queens, NY | 25 de febrero de 1990 (35 años) |
|                                 | Eric McKnight                   | A               |                 | 2,06 m (6′ 9″)  | Raleigh, NC        | 24 de febrero de 1990 (35 años) |
|                                 | Ángel Edson Davalos Rojas       | B               |                 |                 |                    | 26 de mayo de 1980 (45 años)    |
|                                 |                                 |                 |                 |                 |                    |                                 |
|                                 |                                 |                 |                 |                 |                    |                                 |
|                                 |                                 |                 |                 |                 |                    |                                 |
|                                 |                                 |                 |                 |                 |                    |                                 |
| Entrenador: José Luis Pestuggia |                                 |                 |                 |                 |                    |                                 |

| Bolmar (La Paz)               | Bolmar (La Paz)                 | Bolmar (La Paz) | Bolmar (La Paz) | Bolmar (La Paz) | Bolmar (La Paz) | Bolmar (La Paz)                   |
| Num                           | Jugador                         | Pos             | PJ              | Altura          | Ciudad Natal    | Edad                              |
| ----------------------------- | ------------------------------- | --------------- | --------------- | --------------- | --------------- | --------------------------------- |
| 1                             | Almond Brewer                   |                 |                 |                 |                 |                                   |
| 3                             | Luis Óscar Tardio Sánchez       |                 |                 |                 | La Paz          | 26 de enero de 1994 (31 años)     |
| 5                             | Jhonatan Hall                   | B               |                 | 1,96 m (6′ 5″)  |                 | 7 de noviembre de 1986 (38 años)  |
| 7                             | Jhonatan Yapuchura Camacho      |                 |                 |                 |                 |                                   |
| 8                             | Lewis Bernard Leonard           | P               |                 | 2,03 m (6′ 8″)  | Pittsburgh, PA  | 31 de diciembre de 1987 (37 años) |
| 9                             | Walter René Bordin Thyen        | A               |                 |                 |                 | 31 de julio de 1979 (45 años)     |
| 11                            | Andrew Fair                     | B               |                 | 1,83 m (6′ 0″)  |                 | 3 de noviembre de 1989 (35 años)  |
| 13                            | Luis Ramiro Rodríguez Solorzano |                 |                 |                 |                 |                                   |
| 15                            | David Oliver                    |                 |                 |                 |                 |                                   |
| 21                            | Daniel David Eguino             |                 |                 |                 |                 |                                   |
| 24                            | Álvaro Alcides Surco Aruquipa   |                 |                 |                 |                 |                                   |
| 31                            | Kyle Robbins                    |                 |                 |                 |                 |                                   |
| 38                            | Erick Mijail Gonzales Reyes     | A               |                 |                 | La Paz          | 7 de marzo de 1994 (31 años)      |
| 52                            | Arturo Humberto Beckwith Ríos   | P               |                 |                 |                 | 21 de mayo de 1976 (49 años)      |
|                               | Antwan Wilkerson                | A               |                 | 2,03 m (6′ 8″)  | Greensboro, NC  | 19 de julio de 1991 (33 años)     |
|                               | Michael Stovall                 | B               |                 | 1,95 m (6′ 5″)  |                 |                                   |
|                               | Javier Santos Mejia             |                 |                 |                 |                 |                                   |
| Entrenador: José Luis Revollo |                                 |                 |                 |                 |                 |                                   |

| Calero (Potosí)                                                 | Calero (Potosí)                 | Calero (Potosí) | Calero (Potosí) | Calero (Potosí) | Calero (Potosí) | Calero (Potosí)                 |
| Num                                                             | Jugador                         | Pos             | PJ              | Altura          | Ciudad Natal    | Edad                            |
| --------------------------------------------------------------- | ------------------------------- | --------------- | --------------- | --------------- | --------------- | ------------------------------- |
| 4                                                               | Pablo Ariel Rivero Nolasco      | B               |                 |                 | Potosí          | 12 de agosto de 1985 (39 años)  |
| 5                                                               | Alfredo Mario Tejerina Zenteno  |                 | -               |                 | Potosí          | 25 de marzo de 1987 (38 años)   |
| 6                                                               | David Óscar Oros Quiroga        | A               |                 | 1,80 m (5′ 11″) | Potosí          | 6 de enero de 1988 (37 años)    |
| 7                                                               | Rubén Gonzales Martínez         | AP              |                 | 1,75 m (5′ 9″)  |                 | 17 de octubre de 1995 (29 años) |
| 9                                                               | Jhasmani Carlos Checa Flórez    | P               |                 |                 | Potosí          | 15 de mayo de 1993 (32 años)    |
| 10                                                              | Yecid Nito Gómez                |                 |                 |                 |                 | 26 de octubre de 1980 (44 años) |
| 11                                                              | Jamal Francis                   | B, A            |                 | 1,93 m (6′ 4″)  | Brooklyn, NY    |                                 |
| 12                                                              | Erick Mcnight                   | A               |                 | 2,06 m (6′ 9″)  | Raleigh, NC     | 24 de febrero de 1990 (35 años) |
| 18                                                              | Kelvin Caraballo                | A               |                 | 1,98 m (6′ 6″)  |                 | 30 de mayo de 1988 (37 años)    |
| 21                                                              | Ariel Ramiro Calizaya Velásquez |                 |                 |                 | Sucre           | 20 de enero de 1987 (38 años)   |
| 33                                                              | Ángel Ojopi Ojopi               |                 |                 |                 | Beni            | 28 de julio de 1983 (41 años)   |
| 90                                                              | Horace Lamar Bond               | P               |                 | 2,03 m (6′ 8″)  |                 |                                 |
|                                                                 |                                 |                 |                 |                 |                 |                                 |
|                                                                 |                                 |                 |                 |                 |                 |                                 |
| Entrenador: Hernan Vera - Javier Gabarito - Juan Carlos Berutti |                                 |                 |                 |                 |                 |                                 |

| CAN (Oruro)                                          | CAN (Oruro)                    | CAN (Oruro) | CAN (Oruro) | CAN (Oruro)     | CAN (Oruro)  | CAN (Oruro)                       |
| Num                                                  | Jugador                        | Pos         | PJ          | Altura          | Ciudad Natal | Edad                              |
| ---------------------------------------------------- | ------------------------------ | ----------- | ----------- | --------------- | ------------ | --------------------------------- |
| 1                                                    | Ivan Paterson                  |             |             | 1,89 m (6′ 2″)  |              |                                   |
| 2                                                    | Celmar Jesús Alanes Coca       | E           |             | 1,80 m (5′ 11″) | Oruro        | 24 de diciembre de 1997 (27 años) |
| 6                                                    | Edmar Rodrigo Pérez Villarroel | P           |             |                 | Oruro        |                                   |
| 7                                                    | Christopher Matthews           |             |             |                 |              |                                   |
| 8                                                    | Nelson Edgar Fernández Oquendo | P           |             | 1,96 m (6′ 5″)  | Oruro        | 2 de septiembre de 1982 (42 años) |
| 10                                                   | Mauricio Rodrigo Tola Ríos     | B           |             | 1,84 m (6′ 0″)  | Oruro        | 28 de mayo de 1992 (33 años)      |
| 11                                                   | Jairo Iver Sanjines Mallea     | A           |             | 1,79 m (5′ 10″) | Oruro        | 24 de abril de 1994 (31 años)     |
| 12                                                   | Marco Antonio Quisbert Condori |             |             |                 |              |                                   |
| 13                                                   | Jheral Franco Sanjiner Mallea  | B           |             | 1,68 m (5′ 6″)  | Oruro        | 8 de febrero de 1989 (36 años)    |
| 15                                                   | Daniel Nembhard Lacret         | P           |             | 2,04 m (6′ 8″)  |              | 11 de octubre de 1991 (33 años)   |
| 17                                                   | Sydal Sall                     | A           |             | 2,06 m (6′ 9″)  |              |                                   |
| 23                                                   | Marcelo Melean Challapa        | E           |             | 1,78 m (5′ 10″) | Oruro        | 20 de octubre de 1985 (39 años)   |
| 31                                                   | Wilson Tito Flores             | B           |             |                 | Oruro        | 31 de agosto de 1994 (30 años)    |
| 33                                                   | Ernesto Sanabria               | A           |             | 1,79 m (5′ 10″) | Oruro        | 10 de abril de 1984 (41 años)     |
|                                                      |                                |             |             |                 |              |                                   |
| Entrenador: Marcelo Macias (fecha 8) - Walter Llanos |                                |             |             |                 |              |                                   |

| Derecho (Oruro)          | Derecho (Oruro)                      | Derecho (Oruro) | Derecho (Oruro) | Derecho (Oruro) | Derecho (Oruro) | Derecho (Oruro)                   |
| Num                      | Jugador                              | Pos             | PJ              | Altura          | Ciudad Natal    | Edad                              |
| ------------------------ | ------------------------------------ | --------------- | --------------- | --------------- | --------------- | --------------------------------- |
| 1                        | Adams Michel Joseph                  | P               |                 | 2,11 m (6′ 11″) |                 |                                   |
| 5                        | Rafael Veliz                         |                 |                 |                 |                 |                                   |
| 6                        | Óscar Delgado Quillaguaman           |                 |                 |                 | Oruro           |                                   |
| 7                        | Cristhian Jesús Delgado Quillaguaman | E               |                 | 1,84 m (6′ 0″)  | Oruro           | 14 de diciembre de 1993 (31 años) |
| 8                        | Juan Santiago Villca Zuna            |                 |                 |                 | Oruro           |                                   |
| 9                        | Norman Gálvez Villarroel             |                 |                 |                 | Oruro           |                                   |
| 11                       | Rommel Harris                        |                 |                 |                 |                 |                                   |
| 12                       | Pablo Rodríguez                      |                 |                 |                 |                 |                                   |
| 15                       | Peter Fernández                      |                 |                 |                 |                 |                                   |
| 16                       | Óscar Leandro Di Battista Nuñez      | B               |                 | 1,85 m (6′ 1″)  |                 |                                   |
| 24                       | Edwars Travoy                        |                 |                 |                 |                 |                                   |
| 44                       | Freddy Wilson Cádiz Murana           |                 |                 |                 |                 |                                   |
| 45                       | Nestor Gabriel Panozo Urquidi        |                 |                 |                 |                 |                                   |
| 71                       | Adrián Emanuel Beltrán               |                 |                 |                 |                 |                                   |
|                          | Juan Pablo Ávila Ibarra              |                 |                 |                 | Oruro           | 19 de marzo de 1987 (38 años)     |
|                          | Abdiel Henry Uruña                   |                 |                 |                 | Oruro           |                                   |
|                          | Iván Cruz                            |                 |                 |                 |                 |                                   |
| Entrenador: Pedro Zapata |                                      |                 |                 |                 |                 |                                   |

| La Salle-UPB (Cochabamba)  | La Salle-UPB (Cochabamba)   | La Salle-UPB (Cochabamba) | La Salle-UPB (Cochabamba) | La Salle-UPB (Cochabamba) | La Salle-UPB (Cochabamba) | La Salle-UPB (Cochabamba)      |
| Num                        | Jugador                     | Pos                       | PJ                        | Altura                    | Ciudad Natal              | Edad                           |
| -------------------------- | --------------------------- | ------------------------- | ------------------------- | ------------------------- | ------------------------- | ------------------------------ |
| 1                          | William Gippings III        | A                         |                           | 1,96 m (6′ 5″)            | Blaine, MN                | 6 de febrero de 1991 (34 años) |
| 2                          | Rashan Bellinger            | A                         |                           | 1,96 m (6′ 5″)            |                           |                                |
| 5                          | Juan Carlos Soto Arce       |                           |                           |                           | Cochabamba                | 28 de junio de 1982 (43 años)  |
| 7                          | Ricardo Adrián Montaño      |                           |                           |                           | Tarija                    |                                |
| 9                          | Jhonny Gonzales             |                           |                           |                           |                           |                                |
| 10                         | Miguel Antonio Rojas Romero |                           |                           |                           | Cochabamba                | 8 de abril de 1994 (31 años)   |
| 11                         | Mauricio Asbun Canedo       | A                         |                           | 1,90 m (6′ 3″)            | Cochabamba                | 3 de febrero de 1980 (45 años) |
| 12                         | Milton Gutiérrez Herbas     |                           |                           |                           | Cochabamba                |                                |
| 21                         | Christopher Wesley Moore    | A                         |                           | 2,03 m (6′ 8″)            | Ellicott City, MD         | 1988                           |
| 55                         | Fernando Sebastián Pacheco  |                           |                           |                           | Tarija                    | 29 de agosto de 1996 (28 años) |
| 96                         | Juan Pablo Cordova Olivera  | A                         |                           |                           | Cochabamba                | 20 de mayo de 1988 (37 años)   |
|                            | Miguel Ángel Rivera         |                           |                           |                           |                           |                                |
|                            |                             |                           |                           |                           |                           |                                |
|                            |                             |                           |                           |                           |                           |                                |
| Entrenador: Marco Corrales |                             |                           |                           |                           |                           |                                |

| La Salle (Tarija)          | La Salle (Tarija)                    | La Salle (Tarija) | La Salle (Tarija) | La Salle (Tarija) | La Salle (Tarija) | La Salle (Tarija)                  |
| Num                        | Jugador                              | Pos               | PJ                | Altura            | Ciudad Natal      | Edad                               |
| -------------------------- | ------------------------------------ | ----------------- | ----------------- | ----------------- | ----------------- | ---------------------------------- |
| 1                          | Gerardo Coleman                      | A                 |                   | 1,96 m (6′ 5″)    |                   |                                    |
| 3                          | Javier Orellana Barroso              | B                 |                   | 1,72 m (5′ 8″)    | Tarija            | 23 de enero de 1995 (30 años)      |
| 7                          | Brighan Dunsthan Espinoza Vargas     | A                 |                   | 1,85 m (6′ 1″)    | Cochabamba        | 1 de abril de 1996 (29 años)       |
| 13                         | Marco Joaquín Rojas Jerez            | AP                |                   | 1,87 m (6′ 2″)    | Tarija            | 13 de marzo de 1997 (28 años)      |
| 15                         | Martín Ochoa Castañon                | B                 |                   | 1,85 m (6′ 1″)    | Tarija            | 18 de noviembre de 1994 (30 años)  |
| 27                         | Jesús Fernando Eyzaguirre Bernal     |                   |                   |                   |                   |                                    |
| 33                         | Leslie Smith                         | A                 |                   | 2,05 m (6′ 9″)    |                   |                                    |
| 45                         | Wilkerson Howard                     | AP, P             |                   | 1,99 m (6′ 6″)    | Eden, NC          | 16 de junio de 1984 (41 años)      |
| 88                         | Genaro Vaca Ibarra                   |                   |                   |                   | Tarija            | 13 de enero de 1989 (36 años)      |
|                            | Alexandar Milovic                    | AP                |                   | 1,95 m (6′ 5″)    | Montenegro        | 1987                               |
|                            | Víctor Daniel Fernández Ichazo (cap) | E                 |                   | 1,83 m (6′ 0″)    | Tarija            | 17 de diciembre de 1977 (47 años)  |
|                            | Jorge Majluf                         |                   |                   |                   | Tarija            |                                    |
|                            | Oliver Harri Chávez                  | P                 |                   | 2,02 m (6′ 8″)    | Beni              | 22 de julio de 1997 (27 años)      |
|                            | Jorge Darlach Veramendi              |                   |                   |                   | Tarija            | 6 de enero de 1991 (34 años)       |
|                            | Douglas Rivera Sánchez               |                   |                   |                   |                   | 1 de septiembre de 1994 (30 años)  |
|                            | Clarence Matthews                    | AP                |                   | 2,01 m (6′ 7″)    |                   | 16 de septiembre de 1983 (41 años) |
|                            |                                      |                   |                   |                   |                   |                                    |
| Entrenador: Norberto Yáñez |                                      |                   |                   |                   |                   |                                    |

| Peñarol (Quillacollo)                               | Peñarol (Quillacollo)                 | Peñarol (Quillacollo) | Peñarol (Quillacollo) | Peñarol (Quillacollo) | Peñarol (Quillacollo)   | Peñarol (Quillacollo)              |
| Num                                                 | Jugador                               | Pos                   | PJ                    | Altura                | Ciudad Natal            | Edad                               |
| --------------------------------------------------- | ------------------------------------- | --------------------- | --------------------- | --------------------- | ----------------------- | ---------------------------------- |
| 1                                                   | Brandon Maximiliano Antezana Irigoyen | B                     |                       |                       | Quillacollo, Cochabamba | 8 de octubre de 1994 (30 años)     |
| 5                                                   | Veimar Víctor Parraga Villegas        | A                     |                       |                       | Cochabamba              | 2 de diciembre de 1986 (38 años)   |
| 6                                                   | Pedro Luis Antezana Teran             | P                     |                       |                       | Cochabamba              | 26 de enero de 1989 (36 años)      |
| 7                                                   | Richard Ross                          | A                     |                       | 2,01 m (6′ 7″)        |                         | 1983                               |
| 9                                                   | Luis Alberto Rico Cardozo             |                       |                       |                       |                         |                                    |
| 10                                                  | Miguel Torrico                        |                       |                       |                       | Cochabamba              |                                    |
| 11                                                  | Jaime Marcelo Thamez Espinoza         |                       |                       |                       | Cochabamba              | 16 de febrero de 1989 (36 años)    |
| 14                                                  | Edson Amurrio                         |                       |                       |                       |                         |                                    |
| 21                                                  | Kareem Corprew                        | AP, P                 |                       | 2,05 m (6′ 9″)        |                         |                                    |
| 22                                                  | Rodrigo Martínez                      |                       |                       |                       | Cochabamba              |                                    |
| 23                                                  | Irin Chris Stark                      | B                     |                       | 1,85 m (6′ 1″)        | Bronx, NY               | 29 de septiembre de 1989 (35 años) |
| 30                                                  | Audra Williams                        |                       |                       |                       |                         |                                    |
| 33                                                  | Diego Alejandro Cámara Teran          | P                     |                       |                       |                         | 28 de febrero de 1994 (31 años)    |
| 44                                                  | Everth Tommy Vila Choque              | E                     |                       |                       | Quillacollo, Cochabamba | 23 de octubre de 1989 (35 años)    |
| 99                                                  | Daygoro Cristian Nava Moscoso         | P                     |                       |                       | Cochabamba              | 20 de febrero de 1989 (36 años)    |
|                                                     |                                       |                       |                       |                       |                         |                                    |
| Entrenador: Juan Carlos Berutti - Luis Diez Canseco |                                       |                       |                       |                       |                         |                                    |

| Pichincha (Potosí)        | Pichincha (Potosí)           | Pichincha (Potosí) | Pichincha (Potosí) | Pichincha (Potosí) | Pichincha (Potosí) | Pichincha (Potosí)              |
| Num                       | Jugador                      | Pos                | PJ                 | Altura             | Ciudad Natal       | Edad                            |
| ------------------------- | ---------------------------- | ------------------ | ------------------ | ------------------ | ------------------ | ------------------------------- |
| 5                         | Donald Lawes                 | AP                 |                    | 2,01 m (6′ 7″)     | Queens, NY         | 10 de abril de 1989 (36 años)   |
| 6                         | José Ignacio Choque Lunda    | B                  |                    |                    | Potosí             | 12 de mayo de 1990 (35 años)    |
| 7                         | Luis Alberto Fuertes Flores  | P                  |                    | 1,83 m (6′ 0″)     | Potosí             | 20 de marzo de 1988 (37 años)   |
| 15                        | Wilson Romay Flores          | E                  |                    | 1,81 m (5′ 11″)    | Potosí             | 8 de marzo de 1988 (37 años)    |
| 20                        | Emmanuel Ogunfolu            |                    |                    |                    |                    |                                 |
| 21                        | David Ramírez Ponce          |                    |                    |                    |                    | 27 de julio de 1990 (34 años)   |
| 23                        | Jordán Mc Coy                |                    |                    | 2,01 m (6′ 7″)     |                    | 17 de julio de 1990 (34 años)   |
| 24                        | Luis Samuel Careaga Calizaya |                    |                    |                    |                    |                                 |
| 26                        | Darius Morales               | AP, P              |                    | 2,07 m (6′ 9″)     | Orlando, FL        | 27 de octubre de 1990 (34 años) |
| 33                        | William Jerald Green III     |                    |                    |                    |                    | 28 de agosto de 1991 (33 años)  |
|                           | Zachary White                |                    |                    |                    |                    |                                 |
|                           |                              |                    |                    |                    |                    |                                 |
| Entrenador: Edwin Bobarin |                              |                    |                    |                    |                    |                                 |

| San Simón (Cochabamba)                   | San Simón (Cochabamba)         | San Simón (Cochabamba) | San Simón (Cochabamba) | San Simón (Cochabamba) | San Simón (Cochabamba) | San Simón (Cochabamba)             |
| Num                                      | Jugador                        | Pos                    | PJ                     | Altura                 | Ciudad Natal           | Edad                               |
| ---------------------------------------- | ------------------------------ | ---------------------- | ---------------------- | ---------------------- | ---------------------- | ---------------------------------- |
| 1                                        | Pedro Antonio Gutiérrez López  | B                      |                        | 1,76 m (5′ 9″)         | Oruro                  | 20 de octubre de 1996 (28 años)    |
| 7                                        | Cristhian Camargo Llanos       | A                      |                        | 1,96 m (6′ 5″)         | Cochabamba             | 14 de noviembre de 1993 (31 años)  |
| 11                                       | Axel Veizaga Vargas            | A                      |                        | 1,82 m (6′ 0″)         | Cochabamba             | 28 de junio de 1996 (29 años)      |
| 13                                       | Diego Olguin Pol               | A                      |                        | 1,87 m (6′ 2″)         | Cochabamba             | 26 de abril de 1995 (30 años)      |
| 14                                       | Diego Daniel Soto Arce         | P                      |                        |                        | Cochabamba             | 14 de agosto de 1986 (38 años)     |
| 15                                       | Tyray Martell Petty            | B                      |                        | 1,92 m (6′ 4″)         | Milwaukee, WI          | 13 de junio de 1988 (37 años)      |
| 18                                       | Carlos Cartagena               |                        |                        |                        | Cochabamba             | 3 de junio de 1997 (28 años)       |
| 24                                       | Ariel Callau Alvarado          | B                      |                        | 1,80 m (5′ 11″)        | Cochabamba             | 19 de septiembre de 1992 (32 años) |
| 25                                       | Jonathan Deanel Cathey Macklin | AP                     |                        | 2,06 m (6′ 9″)         | Milwaukee, WI          | 25 de marzo de 1991 (34 años)      |
| 31                                       | Albert Abraham Flores Bascope  | AP                     |                        | 1,91 m (6′ 3″)         | Oruro                  | 25 de septiembre de 1991 (33 años) |
| 51                                       | Roman Pruneda Garza            | B                      |                        | 1,85 m (6′ 1″)         | Othello, WA            | 29 de julio de 1991 (33 años)      |
| 70                                       | Dunay Óscar Zurita Vargas      | B                      |                        | 1,79 m (5′ 10″)        | Cochabamba             | 26 de julio de 1997 (27 años)      |
| 77                                       | Milord Juan Zurita Vargas      | P                      |                        |                        | Cochabamba             | 14 de diciembre de 1989 (35 años)  |
|                                          | Emiliano Kiorcheff             | A                      |                        |                        |                        | 1993                               |
|                                          |                                |                        |                        |                        |                        |                                    |
| Entrenador: Sandro Albert Patiño Sánchez |                                |                        |                        |                        |                        |                                    |

| Universidad (Santa Cruz)    | Universidad (Santa Cruz)       | Universidad (Santa Cruz) | Universidad (Santa Cruz) | Universidad (Santa Cruz) | Universidad (Santa Cruz)          | Universidad (Santa Cruz)        |
| Num                         | Jugador                        | Pos                      | PJ                       | Altura                   | Ciudad Natal                      | Edad                            |
| --------------------------- | ------------------------------ | ------------------------ | ------------------------ | ------------------------ | --------------------------------- | ------------------------------- |
| 1                           | Paolo César Ramos Campos       | B                        |                          | 1,87 m (6′ 2″)           | Santa Cruz                        | 31 de julio de 1987 (37 años)   |
| 2                           | José Rodríguez                 |                          |                          |                          |                                   |                                 |
| 4                           | Denarryl Rice Alexander        |                          |                          |                          |                                   |                                 |
| 9                           | Mario Enrique Rodríguez Ojopi  |                          |                          |                          | Santa Cruz                        |                                 |
| 10                          | Óscar Salvador Barrancos Rojas | B                        |                          |                          | Santa Cruz                        | 1 de febrero de 1998 (27 años)  |
| 13                          | Marco Antonio Recamo Tubari    | P                        |                          | 1,99 m (6′ 6″)           | San José de Chiquitos, Santa Cruz | 3 de marzo de 1989 (36 años)    |
| 14                          | Luis Paz                       |                          |                          |                          |                                   |                                 |
| 22                          | Lewis Wendell                  |                          |                          |                          |                                   |                                 |
| 24                          | Gabriel Rodrigo Ramos Campos   | E                        |                          |                          | Santa Cruz                        | 21 de mayo de 1992 (33 años)    |
| 25                          | Bootle Antuan                  | A                        |                          | 2,03 m (6′ 8″)           |                                   | 19 de octubre de 1989 (35 años) |
| 34                          | Julio César Fernández Montero  |                          |                          |                          | Santa Cruz                        | 31 de marzo de 1995 (30 años)   |
|                             | Tyrone Brinson                 |                          |                          |                          |                                   |                                 |
|                             | Carlo Rodríguez                | A                        |                          |                          |                                   |                                 |
|                             | José Carlos Medrano            |                          |                          |                          |                                   |                                 |
| 41                          |                                |                          |                          |                          |                                   |                                 |
|                             |                                |                          |                          |                          |                                   |                                 |
| Entrenador: Mario Beramendi |                                |                          |                          |                          |                                   |                                 |

| Vikingos (Tarija)                                        | Vikingos (Tarija)                      | Vikingos (Tarija) | Vikingos (Tarija) | Vikingos (Tarija) | Vikingos (Tarija)  | Vikingos (Tarija)                 |
| Num                                                      | Jugador                                | Pos               | PJ                | Altura            | Ciudad Natal       | Edad                              |
| -------------------------------------------------------- | -------------------------------------- | ----------------- | ----------------- | ----------------- | ------------------ | --------------------------------- |
| 3                                                        | Grover España Gandarillas              | B                 |                   | 1,83 m (6′ 0″)    | Tarija             | 9 de marzo de 1978 (47 años)      |
| 7                                                        | Diego Fernando Vega Ibarra             |                   |                   |                   |                    |                                   |
| 9                                                        | Alejandro Francisco España Gandarillas | AP                |                   | 1,90 m (6′ 3″)    | Tarija             | 10 de abril de 1982 (43 años)     |
| 10                                                       | Ronald Iván Arze Soria                 | B                 |                   | 1,77 m (5′ 10″)   | Cochabamba         | 22 de marzo de 1993 (32 años)     |
| 12                                                       | Eduardo Daniel Veramendy Ríos          | B                 |                   | 1,70 m (5′ 7″)    | Tarija             | 19 de diciembre de 1979 (45 años) |
| 13                                                       | Julio Jorge Mendoza Medrano            | B                 |                   | 1,66 m (5′ 5″)    | Tarija             | 20 de febrero de 1979 (46 años)   |
| 14                                                       | Michael Anderson                       | A                 |                   | 2,01 m (6′ 7″)    | Virginia Beach, VA | 7 de abril de 1986 (39 años)      |
| 15                                                       | Jhon Jones                             | A                 |                   | 2,06 m (6′ 9″)    | Christ Church      | 12 de agosto de 1992 (32 años)    |
| 18                                                       | Miguel Ángel Justiniano Claros         | P                 |                   | 1,93 m (6′ 4″)    | Santa Cruz         | 27 de agosto de 1980 (44 años)    |
| 22                                                       | Jason Kyle Jones Jr.                   | A                 |                   | 1,98 m (6′ 6″)    | Memphis, TN        | 20 de abril de 1990 (35 años)     |
| 24                                                       | Walter Ruiz                            | A                 |                   | 1,72 m (5′ 8″)    | Santa Cruz         | 17 de agosto de 1987 (37 años)    |
| 25                                                       | Esteban Barja                          |                   |                   |                   |                    |                                   |
| 77                                                       | Pablo Castellanos                      | P                 |                   | 1,91 m (6′ 3″)    | Tarija             | 6 de octubre de 1996 (28 años)    |
|                                                          | Jhon Kate                              |                   |                   |                   |                    |                                   |
|                                                          | Lee Ames Columbus                      | E                 |                   | 1,93 m (6′ 4″)    | Phoenix, AZ        | 14 de enero de 1990 (35 años)     |
|                                                          | Sedric Martin                          | A                 |                   | 1,98 m (6′ 6″)    |                    | 17 de marzo de 1990 (35 años)     |
|                                                          | Martin Alonzo                          |                   |                   |                   |                    |                                   |
|                                                          | Alejandro Justiniano                   |                   |                   |                   |                    |                                   |
|                                                          |                                        |                   |                   |                   |                    |                                   |
| Entrenador: Giovanny Anton Vargas Cadima - Ivan Paterson |                                        |                   |                   |                   |                    |                                   |

## Primera fase
Se conformaron los 2 grupos para la primera fase.

## Grupo A
| Equipo                 | PJ | PG | PP | CF  | CC   | DIF  | Pts |
| ---------------------- | -- | -- | -- | --- | ---- | ---- | --- |
| San Simón (Cochabamba) | 10 | 10 | 0  | 926 | 786  | +140 | 20  |
| Vikingos (Tarija)      | 10 | 6  | 4  | 866 | 813  | +53  | 16  |
| Amistad (Sucre)        | 10 | 5  | 5  | 875 | 852  | +23  | 15  |
| Calero (Potosí)        | 10 | 4  | 6  | 916 | 1018 | -102 | 14  |
| CAN (Oruro)            | 10 | 3  | 7  | 806 | 829  | -23  | 13  |
| Pichincha (Potosí)     | 10 | 2  | 8  | 774 | 865  | -91  | 12  |

|  |                                                 |
|  | Clasificados al Súper 4 por tener mejor récord. |

| Pichincha | 66 – 83 | Amistad   | Ciudad de Potosí | 11 de septiembre | 20:00 |
| Calero    | 75 – 72 | CAN       | Ciudad de Potosí | 12 de septiembre | 20:00 |
| Vikingos  | 84 – 86 | San Simón | Luis Parra       | 22 de septiembre | 20:30 |

| San Simón | 85 – 55  | Pichincha | Grover Suárez | 15 de septiembre | 20:30 |
| CAN       | 91 – 90  | Amistad   | Coliseo CAN   | 15 de septiembre | 20:30 |
| Vikingos  | 104 – 84 | Calero    |               | 2 de noviembre   | 20:30 |

| Amistad  | 120 – 78 | Calero    | Jorge Revilla          | 22 de septiembre | 20:00 |
| CAN      | 65 – 87  | San Simón | Coliseo CAN            | 23 de octubre    | 20:30 |
| Vikingos | 87 – 70  | Pichincha | Julio Uriarte de Arauz | 21 de octubre    | 20:30 |

| Pichincha | 83 – 72  | CAN      | Ciudad de Potosí | 25 de septiembre | 20:30 |
| San Simón | 116 – 99 | Calero   | Grover Suárez    | 25 de septiembre | 20:30 |
| Amistad   | 88 – 85  | Vikingos | Jorge Revilla    | 26 de septiembre | 20:30 |

| CAN     | 52 – 64 | Vikingos  | Coliseo CAN      | 2 de octubre     | 20:00 |
| Amistad | 70 – 94 | San Simón | Jorge Revilla    | 2 de octubre     | 20:00 |
| Calero  | 86 – 91 | Pichincha | Ciudad de Potosí | 30 de septiembre | 20:30 |

| San Simón | 100 – 71 | Vikingos  | Grover Suárez | 27 de octubre | 20:30 |
| CAN       | 119 – 93 | Calero    | Coliseo CAN   | 9 de octubre  | 20:30 |
| Amistad   | 73 – 67  | Pichincha | Jorge Revilla | 9 de octubre  | 20:30 |

| Calero    | 94 – 92 | Vikingos  | Ciudad de Potosí        | 16 de octubre | 20:00 |
| Pichincha | 79 – 81 | San Simón | Ciudad de Potosí        | 17 de octubre | 20:00 |
| Amistad   | 84 – 78 | CAN       | Polideportivo Garcilazo | 17 de octubre | 20:00 |

| San Simón | 85 – 81   | CAN      | Grover Suárez    | 6 de octubre  | 20:30 |
| Pichincha | 89 – 104  | Vikingos | Ciudad de Potosí | 23 de octubre | 20:00 |
| Calero    | 114 – 110 | Amistad  | Ciudad de Potosí | 24 de octubre | 20:00 |

| Vikingos | 93 – 75   | Amistad   | Julio Uriarte de Arauz | 31 de octubre | 20:30 |
| CAN      | 99 – 84   | Pichincha | Coliseo CAN            | 30 de octubre | 20:30 |
| Calero   | 100 – 106 | San Simón | Ciudad de Potosí       | 30 de octubre | 20:30 |

| Vikingos  | 84 – 77 | CAN     | Julio Uriarte de Arauz | 8 de noviembre | 20:30 |
| San Simón | 86 – 82 | Amistad | Grover Suárez          | 6 de noviembre | 20:30 |
| Pichincha | 90 – 95 | Calero  | Ciudad de Potosí       | 6 de noviembre | 20:30 |

## Grupo B
| Equipo                        | PJ | PG | PP | CF  | CC  | DIF  | Pts |
| ----------------------------- | -- | -- | -- | --- | --- | ---- | --- |
| Bolmar (La Paz)               | 10 | 7  | 3  | 874 | 741 | +133 | 17  |
| La Salle (Tarija)             | 10 | 7  | 3  | 832 | 786 | +46  | 17  |
| Universidad (Santa Cruz)      | 10 | 6  | 4  | 809 | 785 | +24  | 16  |
| La Salle Olympic (Cochabamba) | 10 | 5  | 5  | 829 | 808 | +21  | 15  |
| Peñarol (Quillacollo)         | 10 | 5  | 5  | 783 | 789 | -6   | 15  |
| Derecho (Oruro)               | 10 | 0  | 10 | 729 | 947 | -218 | 10  |

|  |                                                 |
|  | Clasificados al Súper 4 por tener mejor récord. |

| Universidad | 79 – 66 | La Salle (T)     | Gilberto Pareja         | 12 de septiembre | 20:00 |
| Derecho     | 65 – 74 | Peñarol          | Luis Lazzo Quinteros    | 12 de septiembre | 20:00 |
| Bolmar      | 79 – 74 | La Salle Olympic | Julio Borelli Viteritto | 12 de septiembre | 20:30 |

| La Salle (T) | 81 – 78 | Bolmar           | Luis Parra           | 15 de septiembre |       |
| Derecho      | 85 – 97 | Universidad      | Luis Lazzo Quinteros | 13 de octubre    | 20:00 |
| Peñarol      | 66 – 74 | La Salle Olympic | Max Fernández        | 29 de septiembre | 21:00 |

| La Salle Olympic | 86 – 89 | Universidad  | Grover Suárez           | 18 de septiembre | 20:30 |
| Derecho          | 74 – 93 | La Salle (T) | Luis Lazzo Quinteros    | 20 de octubre    | 20:30 |
| Bolmar           | 87 – 70 | Peñarol      | Julio Borelli Viteritto | 22 de septiembre | 20:00 |

| La Salle (T) | 87 – 86  | Peñarol          | Luis Parra           | 25 de septiembre | 20:30 |
| Derecho      | 78 – 101 | La Salle Olympic | Luis Lazzo Quinteros | 26 de septiembre | 20:00 |
| Universidad  | 66 – 57  | Bolmar           | Gilberto Pareja      | 26 de septiembre | 20:30 |

| La Salle Olympic | 70 – 77  | La Salle (T) | Grover Suárez           | 2 de octubre | 20:30 |
| Universidad      | 90 – 72  | Peñarol      | Gilberto Pareja         | 3 de octubre | 20:30 |
| Bolmar           | 104 – 53 | Derecho      | Julio Borelli Viteritto | 3 de octubre | 20:00 |

| Peñarol          | 72 – 65 | Derecho     | Max Fernández | 9 de octubre  | 21:00 |
| La Salle (T)     | 74 – 71 | Universidad | Luis Parra    | 10 de octubre | 20:00 |
| La Salle Olympic | 78 – 86 | Bolmar      | Grover Suárez | 10 de octubre | 20:30 |

| Bolmar           | 99 – 89  | La Salle (T) | Julio Borelli Viteritto | 16 de octubre |       |
| Universidad      | 105 – 85 | Derecho      | Gilberto Pareja         | 17 de octubre | 20:00 |
| La Salle Olympic | 92 – 98  | Peñarol      | Grover Suárez           | 16 de octubre | 20:30 |

| La Salle (T) | 105 – 66 | Derecho          | Luis Parra      | 23 de octubre | 20:00 |
| Peñarol      | 88 – 76  | Bolmar           | Max Fernández   | 23 de octubre | 21:00 |
| Universidad  | 79 – 81  | La Salle Olympic | Gilberto Pareja | 24 de octubre | 20:30 |

| Peñarol          | 81 – 83  | La Salle (T) | Max Fernández           | 30 de octubre | 21:00 |
| La Salle Olympic | 91 – 79  | Derecho      | Grover Suárez           | 30 de octubre | 20:30 |
| Bolmar           | 103 – 63 | Universidad  | Julio Borelli Viteritto | 30 de octubre | 20:30 |

| Peñarol      | 76 – 70  | Universidad      | Max Fernández        | 6 de noviembre | 21:00 |
| Derecho      | 79 – 105 | Bolmar           | Luis Lazzo Quinteros | 6 de noviembre | 20:00 |
| La Salle (T) | 77 – 82  | La Salle Olympic | Luis Parra           | 7 de noviembre | 20:30 |

## Equipos igualados en puntos
| Equipo            | PJ | PG | PP | CF  | CC  | DIF | Pts |
| ----------------- | -- | -- | -- | --- | --- | --- | --- |
| Bolmar (La Paz)   | 2  | 1  | 1  | 177 | 170 | +7  | 3   |
| La Salle (Tarija) | 2  | 1  | 1  | 170 | 177 | -7  | 3   |

- Bolmar acaba como líder de grupo por mejor diferencia de cesto entre equipos igualados en puntos.

| Equipo                        | PJ | PG | PP | CF  | CC  | DIF | Pts |
| ----------------------------- | -- | -- | -- | --- | --- | --- | --- |
| La Salle Olympic (Cochabamba) | 2  | 1  | 1  | 166 | 164 | +2  | 3   |
| Peñarol (Cochabamba)          | 2  | 1  | 1  | 164 | 166 | -2  | 3   |

- La Salle Olympic acaba como cuarto por mejor diferencia de cesto entre equipos igualados en puntos.

## Play-offs
La fase final de Playoffs se jugará al mejor de 3 partidos en la fase de 4º de final (1-2) y semifinales y al mejor de 5 en las finales (2-2-1).

## Cuadro
|  | Cuartos de final      | Cuartos de final      | Cuartos de final      |          |    | Semifinales           | Semifinales           | Semifinales           |  |    | Finales               | Finales               | Finales               |  |
|  | 11 al 14 de noviembre | 11 al 14 de noviembre | 11 al 14 de noviembre |          |    | 18 al 20 de noviembre | 18 al 20 de noviembre | 18 al 20 de noviembre |  |    | 25 al 28 de noviembre | 25 al 28 de noviembre | 25 al 28 de noviembre |  |
|  |                       |                       |                       |          |    |                       |                       |                       |  |    |                       |                       |                       |  |
|  |                       |                       |                       |          |    |                       |                       |                       |  |    |                       |                       |                       |  |
|  | 1A                    | San Simón             | 2                     |          |    |                       |                       |                       |  |    |                       |                       |                       |  |
|  | 1A                    | San Simón             | 2                     |          |    |                       |                       |                       |  |    |                       |                       |                       |  |
|  | 4B                    | La Salle Olympic      | 0                     |          |    |                       |                       |                       |  |    |                       |                       |                       |  |
|  | 4B                    | La Salle Olympic      | 0                     |          | 1A | San Simón             | 2                     |                       |  |    |                       |                       |                       |  |
|  |                       |                       |                       |          | 1A | San Simón             | 2                     |                       |  |    |                       |                       |                       |  |
|  |                       |                       | 3A                    | Amistad  | 0  |                       |                       |                       |  |    |                       |                       |                       |  |
|  | 2B                    | La Salle (T)          | 3A                    | Amistad  | 0  | 1                     |                       |                       |  |    |                       |                       |                       |  |
|  | 2B                    | La Salle (T)          |                       |          |    |                       |                       |                       |  |    |                       |                       |                       |  |
|  | 3A                    | Amistad               | 2                     |          |    |                       |                       |                       |  |    |                       |                       |                       |  |
|  | 3A                    | Amistad               | 2                     |          |    |                       |                       |                       |  | 1A | San Simón             | 3                     |                       |  |
|  |                       |                       |                       |          |    |                       |                       |                       |  | 1A | San Simón             | 3                     |                       |  |
|  |                       |                       | 2A                    | Vikingos | 0  |                       |                       |                       |  |    |                       |                       |                       |  |
|  | 1B                    | Bolmar                | 2A                    | Vikingos | 0  | 2                     |                       |                       |  |    |                       |                       |                       |  |
|  | 1B                    | Bolmar                |                       |          |    |                       |                       |                       |  |    |                       |                       |                       |  |
|  | 4A                    | Calero                | 1                     |          |    |                       |                       |                       |  |    |                       |                       |                       |  |
|  | 4A                    | Calero                | 1                     |          | 1B | Bolmar                | 1                     |                       |  |    |                       |                       |                       |  |
|  |                       |                       |                       |          | 1B | Bolmar                | 1                     |                       |  |    |                       |                       |                       |  |
|  |                       |                       | 2A                    | Vikingos | 2  |                       |                       |                       |  |    |                       |                       |                       |  |
|  | 2A                    | Vikingos              | 2A                    | Vikingos | 2  | 2                     |                       |                       |  |    |                       |                       |                       |  |
|  | 2A                    | Vikingos              |                       |          |    |                       |                       |                       |  |    |                       |                       |                       |  |
|  | 3B                    | Universidad           | 0                     |          |    |                       |                       |                       |  |    |                       |                       |                       |  |
|  | 3B                    | Universidad           | 0                     |          |    |                       |                       |                       |  |    |                       |                       |                       |  |
|  |                       |                       |                       |          |    |                       |                       |                       |  |    |                       |                       |                       |  |

- Nota: En cada llave, el equipo que figura en la parte superior de la llave cuenta con ventaja de campo.

## Cuartos de final
San Simón vs La Salle (C)
| 11 de noviembre, 20:30 | La Salle Olympic                      | 94–106  | San Simón | Cochabamba                            |  |  |
|                        | Parciales: 27-25, 22-29, 21-24, 24-28 |         |           |                                       |  |  |
|                        |                                       | Reporte |           | Pabellón: Grover Suárez Árbitros: * - |  |  |
| Serie: 0 - 1           |                                       |         |           |                                       |  |  |
|                        |                                       |         |           |                                       |  |  |

| 13 de noviembre, 20:30 | San Simón                             | 100–91 | La Salle Olympic | Cochabamba                            |  |  |
|                        | Parciales: 28-22, 24-25, 24-25, 24-19 |        |                  |                                       |  |  |
|                        |                                       |        |                  | Pabellón: Grover Suárez Árbitros: * - |  |  |
| Serie: 2 - 0           |                                       |        |                  |                                       |  |  |
|                        |                                       |        |                  |                                       |  |  |

Vikingos vs Universidad
| 10 de noviembre, 20:30 | Universidad                           | 64–75   | Vikingos | Santa Cruz                              |  |  |
|                        | Parciales: 19-19, 14-13, 16-18, 15-25 |         |          |                                         |  |  |
|                        |                                       | Reporte |          | Pabellón: Gilberto Pareja Árbitros: * - |  |  |
| Serie: 0 - 1           |                                       |         |          |                                         |  |  |
|                        |                                       |         |          |                                         |  |  |

| 13 de noviembre, 20:30 | Vikingos              | 76–74   | Universidad | Bermejo, Tarija                             |  |  |
|                        | Parciales: -, -, -, - |         |             |                                             |  |  |
|                        |                       | Reporte |             | Pabellón: Julio Iriarte Arauz Árbitros: * - |  |  |
| Serie: 2 - 0           |                       |         |             |                                             |  |  |
|                        |                       |         |             |                                             |  |  |

La Salle (T) vs Amistad
| 10 de noviembre, 20:30 | Amistad                               | 91–75   | La Salle (T) | Sucre                                 |  |  |
|                        | Parciales: 30-23, 19-18, 15-10, 27-24 |         |              |                                       |  |  |
|                        |                                       | Reporte |              | Pabellón: Jorge Revilla Árbitros: * - |  |  |
| Serie: 1 - 0           |                                       |         |              |                                       |  |  |
|                        |                                       |         |              |                                       |  |  |

| 14 de noviembre, 20:30 | La Salle (T)                                       | 99–90   | Amistad | Tarija                             |  |  |
|                        | Parciales: 23-20, 24-15, 23-23, 12-24 (T.E.: 17-8) |         |         |                                    |  |  |
|                        |                                                    | Reporte |         | Pabellón: Luis Parra Árbitros: * - |  |  |
| Serie: 1 - 1           |                                                    |         |         |                                    |  |  |
|                        |                                                    |         |         |                                    |  |  |

| 15 de noviembre, 20:30 | La Salle (T)                         | 71–80   | Amistad | Tarija                             |  |  |
|                        | Parciales: 17-21, 8-19, 23-17, 23-23 |         |         |                                    |  |  |
|                        |                                      | Reporte |         | Pabellón: Luis Parra Árbitros: * - |  |  |
| Serie: 1 - 2           |                                      |         |         |                                    |  |  |
|                        |                                      |         |         |                                    |  |  |

Bolmar vs Calero
| 11 de noviembre, 20:30 | Calero                                | 80–74   | Bolmar | Potosí                                   |  |  |
|                        | Parciales: 25-13, 19-19, 19-11, 17-31 |         |        |                                          |  |  |
|                        |                                       | Reporte |        | Pabellón: Ciudad de Potosí Árbitros: * - |  |  |
| Serie: 1 - 0           |                                       |         |        |                                          |  |  |
|                        |                                       |         |        |                                          |  |  |

| 13 de noviembre, 20:30 | Bolmar                                | 83–65   | Calero | La Paz                                                   |  |  |
|                        | Parciales: 22-12, 18-19, 16-12, 27-22 |         |        |                                                          |  |  |
|                        |                                       | Reporte |        | Pabellón: Evo Morales Ayma de Alto Obrajes Árbitros: * - |  |  |
| Serie: 1 - 1           |                                       |         |        |                                                          |  |  |
|                        |                                       |         |        |                                                          |  |  |

| 14 de noviembre, 20:30 | Bolmar                                | 83–60   | Calero | La Paz                                                   |  |  |
|                        | Parciales: 28-18, 19-11, 17-13, 19-18 |         |        |                                                          |  |  |
|                        |                                       | Reporte |        | Pabellón: Evo Morales Ayma de Alto Obrajes Árbitros: * - |  |  |
| Serie: 2 - 1           |                                       |         |        |                                                          |  |  |
|                        |                                       |         |        |                                                          |  |  |

## Semifinales
San Simón vs Amistad
| 18 de noviembre, 20:00 | Amistad                                           | 95–104  | San Simón | Sucre                                 |  |  |
|                        | Parciales: 22-8, 22-27, 18-30, 30-27 (T.E.: 3-12) |         |           |                                       |  |  |
|                        |                                                   | Reporte |           | Pabellón: Jorge Revilla Árbitros: * - |  |  |
| Serie: 0 - 1           |                                                   |         |           |                                       |  |  |
|                        |                                                   |         |           |                                       |  |  |

| 20 de noviembre, 20:30 | San Simón                             | 107–106 | Amistad | Cochabamba                            |  |  |
|                        | Parciales: 24-28, 32-28, 27-23, 24-27 |         |         |                                       |  |  |
|                        |                                       | Reporte |         | Pabellón: Grover Suárez Árbitros: * - |  |  |
| Serie: 2 - 0           |                                       |         |         |                                       |  |  |
|                        |                                       |         |         |                                       |  |  |

Bolmar vs Vikingos
| 18 de noviembre, 20:00 | Vikingos                              | 104–89  | Bolmar | Tarija                             |  |  |
|                        | Parciales: 26-19, 24-23, 30-16, 24-31 |         |        |                                    |  |  |
|                        |                                       | Reporte |        | Pabellón: Luis Parra Árbitros: * - |  |  |
| Serie: 1 - 0           |                                       |         |        |                                    |  |  |
|                        |                                       |         |        |                                    |  |  |

| 20 de noviembre, 20:00 | Bolmar                                | 72–63   | Vikingos | La Paz                                                   |  |  |
|                        | Parciales: 21-13, 17-23, 10-14, 24-13 |         |          |                                                          |  |  |
|                        |                                       | Reporte |          | Pabellón: Evo Morales Ayma de Alto Obrajes Árbitros: * - |  |  |
| Serie: 1 - 1           |                                       |         |          |                                                          |  |  |
|                        |                                       |         |          |                                                          |  |  |

| 21 de noviembre, 20:00 | Bolmar                                            | 81–82   | Vikingos | La Paz                                                   |  |  |
|                        | Parciales: 22-18, 15-18, 21-19, 15-18 (T.E.: 8-9) |         |          |                                                          |  |  |
|                        |                                                   | Reporte |          | Pabellón: Evo Morales Ayma de Alto Obrajes Árbitros: * - |  |  |
| Serie: 1 - 2           |                                                   |         |          |                                                          |  |  |
|                        |                                                   |         |          |                                                          |  |  |

## Finales
San Simón vs Vikingos
| 25 de noviembre, 20:00 | Vikingos                              | 69–72   | San Simón | Tarija                             |  |  |
|                        | Parciales: 17-23, 14-15, 16-15, 22-19 |         |           |                                    |  |  |
|                        |                                       | Reporte |           | Pabellón: Luis Parra Árbitros: * - |  |  |
| Serie: 0 - 1           |                                       |         |           |                                    |  |  |
|                        |                                       |         |           |                                    |  |  |

| 27 de noviembre, 20:30 | San Simón                                                     | 90–76                | Vikingos                                                      | Cochabamba                                                                       |  |  |
|                        | Parciales: 24-22, 21-17, 24-23, 21-14                         |                      |                                                               |                                                                                  |  |  |
|                        | Estadísticas Tiray Petty 25 Jonathan Cathey 12 Axel Veizaga 5 | Reporte Pts Reb Asts | Estadísticas 24 Michael Anderson 11 Jason Jones 4 Jason Jones | Pabellón: Grover Suárez Árbitros: * Vladimir Revollo * José Guerra * Daniel Vega |  |  |
| Serie: 2 - 0           |                                                               |                      |                                                               |                                                                                  |  |  |
|                        |                                                               |                      |                                                               |                                                                                  |  |  |

| 28 de noviembre, 20:30 | San Simón                                                          | 109–108              | Vikingos                                                           | Cochabamba                            |  |  |
|                        | Parciales: 14-22, 24-17, 30-25, 27-31 (T.E.: 14-13)                |                      |                                                                    |                                       |  |  |
|                        | Estadísticas Jonathan Cathey 25 Diego Olguin 8 Cristhian Camargo 9 | Reporte Pts Reb Asts | Estadísticas 49 Michael Anderson 9 Miguel Justiniano 8 Jason Jones | Pabellón: Grover Suárez Árbitros: * - |  |  |
| Serie: 3 - 0           |                                                                    |                      |                                                                    |                                       |  |  |
|                        |                                                                    |                      |                                                                    |                                       |  |  |

## Plantilla del equipo campeón
| Universidad Mayor de San Simón (Cochabamba) | Universidad Mayor de San Simón (Cochabamba) | Universidad Mayor de San Simón (Cochabamba) | Universidad Mayor de San Simón (Cochabamba) | Universidad Mayor de San Simón (Cochabamba) | Universidad Mayor de San Simón (Cochabamba) | Universidad Mayor de San Simón (Cochabamba) |
| Num                                         | Jugador                                     | Pos                                         | PJ                                          | Altura                                      | Ciudad Natal                                | Edad                                        |
| ------------------------------------------- | ------------------------------------------- | ------------------------------------------- | ------------------------------------------- | ------------------------------------------- | ------------------------------------------- | ------------------------------------------- |
| 1                                           | Pedro Antonio Gutiérrez López               | B                                           |                                             | 1,76 m (5′ 9″)                              | Oruro                                       | 20 de octubre de 1996 (28 años)             |
| 7                                           | Cristhian Camargo Llanos                    | A                                           |                                             | 1,96 m (6′ 5″)                              | Cochabamba                                  | 14 de noviembre de 1993 (31 años)           |
| 11                                          | Axel Veizaga Vargas                         | A                                           |                                             | 1,82 m (6′ 0″)                              | Cochabamba                                  | 28 de junio de 1996 (29 años)               |
| 13                                          | Diego Olguin Pol                            | A                                           |                                             | 1,87 m (6′ 2″)                              | Cochabamba                                  | 26 de abril de 1995 (30 años)               |
| 14                                          | Diego Daniel Soto Arce                      | P                                           |                                             |                                             | Cochabamba                                  | 14 de agosto de 1986 (38 años)              |
| 15                                          | Tyray Martell Petty                         | B                                           |                                             | 1,92 m (6′ 4″)                              | Milwaukee, WI                               | 13 de junio de 1988 (37 años)               |
| 18                                          | Carlos Cartagena                            |                                             |                                             |                                             | Cochabamba                                  | 3 de junio de 1997 (28 años)                |
| 24                                          | Ariel Callau Alvarado                       | B                                           |                                             | 1,80 m (5′ 11″)                             | Cochabamba                                  | 19 de septiembre de 1992 (32 años)          |
| 25                                          | Jonathan Deanel Cathey Macklin              | AP                                          |                                             | 2,06 m (6′ 9″)                              | Milwaukee, WI                               | 25 de marzo de 1991 (34 años)               |
| 31                                          | Albert Abraham Flores Bascope               | AP                                          |                                             | 1,91 m (6′ 3″)                              | Oruro                                       | 25 de septiembre de 1991 (33 años)          |
| 51                                          | Roman Pruneda Garza                         | B                                           |                                             | 1,85 m (6′ 1″)                              | Othello, WA                                 | 29 de julio de 1991 (33 años)               |
| 70                                          | Dunay Óscar Zurita Vargas                   | B                                           |                                             | 1,79 m (5′ 10″)                             | Cochabamba                                  | 26 de julio de 1997 (27 años)               |
| 77                                          | Milord Juan Zurita Vargas                   | P                                           |                                             |                                             | Cochabamba                                  | 14 de diciembre de 1989 (35 años)           |
| Entrenador: Sandro Albert Patiño Sánchez    |                                             |                                             |                                             |                                             |                                             |                                             |

- Datos de la página oficial de FIBA y la Federación Boliviana de Básquetbol.

## Tabla del Descenso
Para la tabla del descenso solamente se contaron los puntos del segundo campeonato puesto que hubo el incremento de 10 a 12 clubes respecto al primer torneo.
| Equipo                        | PJ | PG | PP | CF   | CC   | DIF  | Prom Pts | Prom Cestos |
| ----------------------------- | -- | -- | -- | ---- | ---- | ---- | -------- | ----------- |
| San Simón (Cochabamba)        | 20 | 19 | 1  | 1957 | 1605 | +352 | 1.95     | 1.219       |
| La Salle (Tarija)             | 20 | 15 | 5  | 1728 | 1604 | +124 | 1.75     | 1.077       |
| Universidad (Santa Cruz)      | 20 | 14 | 6  | 1643 | 1559 | +84  | 1.70     | 1.054       |
| Vikingos (Tarija)             | 20 | 12 | 8  | 1734 | 1631 | +103 | 1.60     | 1.063       |
| Amistad (Sucre)               | 20 | 10 | 10 | 1753 | 1679 | +74  | 1.50     | 1.044       |
| Peñarol (Quillacollo)         | 20 | 10 | 10 | 1604 | 1642 | -38  | 1.50     | 0.977       |
| CAN (Oruro)                   | 20 | 9  | 11 | 1709 | 1696 | +13  | 1.45     | 1.008       |
| La Salle Olympic (Cochabamba) | 20 | 9  | 11 | 1774 | 1816 | -42  | 1.45     | 0.977       |
| Bolmar (La Paz)               | 20 | 8  | 12 | 1672 | 1699 | -27  | 1.40     | 0.984       |
| Calero (Potosí)               | 10 | 4  | 6  | 916  | 1018 | -102 | 1.40     | 0.900       |
| Pichincha (Potosí)            | 20 | 5  | 15 | 1601 | 1745 | -144 | 1.25     | 0.917       |
| Derecho (Oruro)               | 20 | 3  | 17 | 1553 | 1865 | -312 | 1.15     | 0.833       |
| Ingenieros (Oruro)            | 10 | 2  | 8  | 923  | 1008 | -85  | 1.20     | 0.916       |

|  | |
|  | Ingenieros de Oruro abandonó la Libobasquet por factor económico en el primer torneo y Derecho de Oruro descendió de la Libobásquet |
|  | Disputó el ascendo/descenso indirecto contra el subcampeón de la LSBB 2016.                                                         |